# Listă de sate din statul Massachusetts

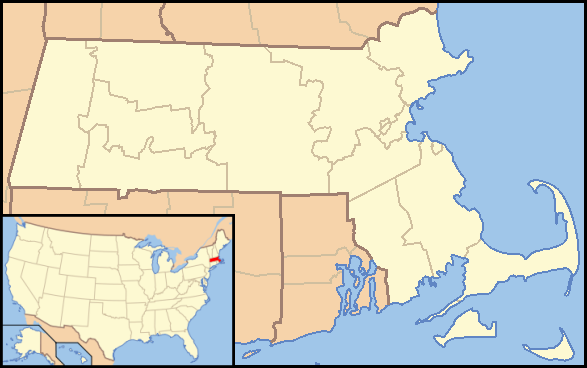
Harta de localizare a statului din SUA.

- Această pagină este o listă alfabetică a satelor din statul american Massachusetts, aranjate alfabetic.

În statul Massachusetts (The Commonwealth of Massachusetts), satele nu au, de obicei, niciun statut legal, întrucât sunt părți ale unor comunități încorporate, orașe sau târguri.
Termenii comunitate ("community"), district ("district"), cartier ("neighborhood") sau secțiune ("section") sunt adesea utilizați adesea pentru a descrie aceste entități non-municipale, care pot varia considerabil în mărime și izolare geografică.
Limitele dintre aceste zone locuite sunt de multe ori ambigue, deși United States Census Bureau utilizează termenul loc desemnat pentru recenzare (conform originalului, census-designated place, sau CDP) când desemnează limite (uneori formale) pentru scopurile clare ale colecționarea datelor demografice. Multe dintre aceste sate au asociații locale sau de cartier.

## Active
Prezentele localități sunt active, adecă funcționează ca entități administrative ale statului  Massachusetts din  Statele Unite ale Americii.
| Numele satului The name of the village | Târg/Oraș Town/City    | Comitat County |
| -------------------------------------- | ---------------------- | -------------- |
| Acushnet Center                        | Acushnet               | Bristol        |
| Amherst Center                         | Amherst                | Hampshire      |
| Annisquam                              | Gloucester             | Essex          |
| Assonet                                | Freetown               | Bristol        |
| Auburndale                             | Newton                 | Middlesex      |
| Ayers Village                          | Haverhill              | Essex          |
| Baldwinville (sau Baldwinsville)       | Templeton              | Worcester      |
| Berkshire                              | Lanesborough           | Berkshire      |
| Beverly Farms                          | Beverly                | Essex          |
| Bliss Corner                           | Dartmouth              | Bristol        |
| Bondsville                             | Palmer                 | Hampden        |
| Buzzards Bay                           | Bourne                 | Barnstable     |
| Cedar Crest                            | Duxbury                | Plymouth       |
| Centerville                            | Barnstable             | Barnstable     |
| Coltsville                             | Pittsfield             | Berkshire      |
| Chestnut Hill                          | Belchertown            | Hampshire      |
| Chestnut Hill                          | Blackstone             | Worcester      |
| Chestnut Hill                          | Boston                 | Suffolk        |
| Chestnut Hill                          | Brookline              | Norfolk        |
| Chestnut Hill                          | Newton                 | Middlesex      |
| Cordaville                             | Southborough           | Middlesex      |
| Cotuit                                 | Barnstable             | Barnstable     |
| Dennis Port (sau Dennisport)           | Dennis                 | Barnstable     |
| East Dennis                            | Dennis                 | Barnstable     |
| East Douglas                           | Douglas                | Worcester      |
| East Falmouth                          | Falmouth               | Barnstable     |
| East Freetown                          | Freetown               | Bristol        |
| East Harwich                           | Harwich                | Barnstable     |
| East Sandwich                          | Sandwich               | Barnstable     |
| East Templeton                         | Templeton              | Worcester      |
| Fiskdale (ori Fiskedale)               | Sturbridge             | Worcester      |
| Florence                               | Northampton            | Hampshire      |
| Forestdale                             | Sandwich               | Barnstable     |
| Glendale                               | Stockbridge            | Berkshire      |
| Greenbush                              | Scituate               | Plymouth       |
| Green Harbor                           | Marshfield             | Plymouth       |
| Greendale                              | Worcester              | Worcester      |
| Harwich Center                         | Harwich                | Barnstable     |
| Harwich Port                           | Harwich                | Barnstable     |
| Haydenville                            | Williamsburg           | Hampshire      |
| Housatonic                             | Great Barrington       | Berkshire      |
| Humarock                               | Scituate               | Plymouth       |
| Hyannis                                | Barnstable             | Barnstable     |
| Indian Orchard                         | Springfield            | Hampden        |
| Interlaken                             | Stockbridge            | Berkshire      |
| Leeds                                  | Northampton            | Hampshire      |
| Mansfield Center                       | Mansfield              | Bristol        |
| Marion Center                          | Marion                 | Plymouth       |
| Marshfield Hills                       | Marshfield             | Plymouth       |
| Marstons Mills                         | Barnstable             | Barnstable     |
| Mashpee Neck                           | Mashpee                | Barnstable     |
| Mattapoisett Center                    | Mattapoisett           | Plymouth       |
| Menemsha                               | Chilmark               | Dukes          |
| Middleborough Center                   | Middleborough          | Plymouth       |
| Millers Falls                          | Montague               | Franklin       |
| Minot                                  | Scituate               | Plymouth       |
| Monson Center                          | Monson                 | Hampden        |
| Monument Beach                         | Bourne                 | Barnstable     |
| New Seabury                            | Mashpee                | Barnstable     |
| Newton Centre                          | Newton                 | Middlesex      |
| Newton Corner                          | Newton                 | Middlesex      |
| Newton Highlands                       | Newton                 | Middlesex      |
| Newton Lower Falls                     | Newton                 | Middlesex      |
| Newton Upper Falls                     | Newton                 | Middlesex      |
| Newtonville                            | Newton                 | Middlesex      |
| Nonantum                               | Newton                 | Middlesex      |
| North Amherst                          | Amherst                | Hampshire      |
| North Attleborough Center              | North Attleborough     | Bristol        |
| North Billerica                        | Billerica              | Middlesex      |
| North Eastham                          | Eastham                | Barnstable     |
| North Falmouth                         | Falmouth               | Barnstable     |
| North Harwich                          | Harwich                | Barnstable     |
| North Lakeville                        | Lakeville              | Plymouth       |
| North Pembroke                         | Pembroke               | Plymouth       |
| North Plymouth                         | Plymouth               | Plymouth       |
| North Scituate (fost Gannett Corner)   | Scituate               | Plymouth       |
| North Seekonk                          | Seekonk                | Bristol        |
| North Uxbridge                         | Uxbridge               | Worcester      |
| North Westport                         | Westport               | Bristol        |
| Norton Center                          | Norton                 | Bristol        |
| Oak Hill                               | Newton                 | Middlesex      |
| Ocean Grove                            | Swansea                | Bristol        |
| Onset                                  | Wareham                | Plymouth       |
| Osterville                             | Barnstable             | Barnstable     |
| Otter River                            | Templeton              | Worcester      |
| Pleasant Lake                          | Harwich                | Barnstable     |
| Pocasset                               | Bourne                 | Barnstable     |
| Popponesset                            | Mashpee                | Barnstable     |
| Prides Crossing                        | Beverly                | Essex          |
| Quinsigamond Village                   | Worcester              | Worcester      |
| Raynham Center                         | Raynham                | Bristol        |
| Sagamore                               | Bourne                 | Barnstable     |
| Seabrook                               | Mashpee                | Barnstable     |
| Shelburne Falls                        | Shelburne and Buckland | Franklin       |
| Smith Mills                            | Dartmouth              | Bristol        |
| South Amherst                          | Amherst                | Hampshire      |
| South Ashburnham                       | Ashburnham             | Worcester      |
| South Attleboro                        | Attleboro              | Bristol        |
| South Deerfield                        | Deerfield              | Franklin       |
| South Dennis                           | Dennis                 | Barnstable     |
| South Duxbury                          | Duxbury                | Plymouth       |
| South Lancaster                        | Lancaster              | Worcester      |
| South Harwich                          | Harwich                | Barnstable     |
| South Yarmouth                         | Yarmouth               | Barnstable     |
| Tatnuck                                | Worcester              | Worcester      |
| Teaticket                              | Falmouth               | Barnstable     |
| Templeton Center                       | Templeton              | Worcester      |
| Three Rivers                           | Palmer                 | Hampden        |
| Thompsonville                          | Newton                 | Middlesex      |
| Townsend Harbor                        | Townsend               | Middlesex      |
| Turners Falls                          | Montague               | Franklin       |
| Vernon Hill                            | Worcester              | Worcester      |
| Vineyard Haven                         | Tisbury                | Dukes          |
| Waban                                  | Newton                 | Middlesex      |
| Wareham Center                         | Wareham                | Plymouth       |
| West Barnstable                        | Barnstable             | Barnstable     |
| West Dennis                            | Dennis                 | Barnstable     |
| West Falmouth                          | Falmouth               | Barnstable     |
| West Newton                            | Newton                 | Middlesex      |
| West Wareham                           | Wareham                | Plymouth       |
| West Yarmouth                          | Yarmouth               | Barnstable     |
| West Harwich                           | Harwich                | Barnstable     |
| Weweantic                              | Wareham                | Plymouth       |
| White Island Shores                    | Plymouth               | Plymouth       |
| Whitinsville                           | Northbridge            | Worcester      |
| Williamsville                          | Hubbardston            | Worcester      |
| Woods Hole                             | Falmouth               | Barnstable     |
| Wyben (fost West Farms)                | Westfield              | Hampden        |
| Yarmouth Port                          | Yarmouth               | Barnstable     |

## Inactive
Prezentele localități sunt inactive, adecă funcționează ca foste entități administrative ale statului  Massachusetts din  Statele Unite ale Americii, descriind foste localități rurale.
| Numele localității Named place                | Municipalitate Municipality                       | Comitatul County                            | Note Notes                                              |
| --------------------------------------------- | ------------------------------------------------- | ------------------------------------------- | ------------------------------------------------------- |
| Abbott Village                                | Andover                                           | Essex                                       |                                                         |
| Abel's Hill                                   | Chilmark                                          | Dukes                                       |                                                         |
| Aberdeen                                      | BOSTON                                            | Suffolk                                     | In Brighton                                             |
| Academy Hill                                  | BOSTON                                            | Suffolk                                     |                                                         |
| Acapesket                                     | Falmouth                                          | Barnstable                                  |                                                         |
| Acre                                          | Clinton                                           | Worcester                                   |                                                         |
| Acton Center                                  | Acton                                             | Middlesex                                   |                                                         |
| Adamsville                                    | Colrain                                           | Franklin                                    |                                                         |
| Agassiz                                       | CAMBRIDGE                                         | Middlesex                                   |                                                         |
| Agawam Center                                 | AGAWAM                                            | Hampden                                     |                                                         |
| Albee Corners                                 | Charlton                                          | Worcester                                   |                                                         |
| Aldenville                                    | CHICOPEE                                          | Hampden                                     |                                                         |
| Aldrich Lake                                  | Granby                                            | Hampden                                     | aka Granby Hollow                                       |
| Aldrich Village                               | Millbury                                          | Worcester                                   |                                                         |
| Alford Center                                 | Alford                                            | Berkshire                                   |                                                         |
| Algeria                                       | Otis                                              | Berkshire                                   |                                                         |
| Allen's Corner                                | AMESBURY                                          | Essex                                       |                                                         |
| Allen's Corner                                | Walpole                                           | Norfolk                                     |                                                         |
| Allendale                                     | PITTSFIELD                                        | Berkshire                                   |                                                         |
| Allenville                                    | WOBURN                                            | Middlesex                                   |                                                         |
| Allerton                                      | Hull                                              | Plymouth                                    |                                                         |
| Allston                                       | BOSTON                                            | Suffolk                                     | In Brighton                                             |
| Allston Heights                               | BOSTON                                            | Suffolk                                     | In Brighton                                             |
| Alpine Place                                  | FRANKLIN                                          | Norfolk                                     |                                                         |
| Amesbury Ferry                                | AMESBURY                                          | Essex                                       |                                                         |
| Amherst Fields                                | Amherst                                           | Hampshire                                   |                                                         |
| Amherst Woods                                 | Amherst                                           | Hampshire                                   |                                                         |
| Amory Hill                                    | SPRINGFIELD                                       | Hampden                                     |                                                         |
| Amostown                                      | WEST SPRINGFIELD                                  | Hampden                                     |                                                         |
| Anawan                                        | Rehoboth                                          | Bristol                                     |                                                         |
| Andover North Parish                          | Andover                                           | Essex                                       |                                                         |
| Andover South Parish                          | Andover                                           | Essex                                       |                                                         |
| Andover Village                               | Andover                                           | Essex                                       |                                                         |
| Andover West Parish                           | Andover                                           | Essex                                       |                                                         |
| Andrew Square                                 | BOSTON                                            | Suffolk                                     | in South Boston                                         |
| Annasnappet                                   | Carver                                            | Plymouth                                    |                                                         |
| Antassawamock                                 | Mattapoisett                                      | Plymouth                                    |                                                         |
| Antassawamock Neck                            | Mattapoisett                                      | Plymouth                                    |                                                         |
| Apple Valley                                  | Ashfield                                          | Franklin                                    |                                                         |
| Aquashenet                                    | Mashpee                                           | Barnstable                                  |                                                         |
| Arlington District                            | LAWRENCE                                          | Essex                                       |                                                         |
| Arlington District                            | METHUEN                                           | Essex                                       |                                                         |
| Arlington Heights                             | Arlington                                         | Middlesex                                   |                                                         |
| Arlington Heights                             | METHUEN                                           | Essex                                       |                                                         |
| Arrowhead                                     | PITTSFIELD                                        | Berkshire                                   |                                                         |
| Arsenal                                       | WATERTOWN                                         | Middlesex                                   | (See Watertown Arsenal)                                 |
| Artichoke                                     | NEWBURYPORT                                       | Essex                                       |                                                         |
| Asbury Grove                                  | Hamilton                                          | Essex                                       |                                                         |
| Ashby Center                                  | Ashby                                             | Middlesex                                   |                                                         |
| Ashcroft                                      | Dedham                                            | Norfolk                                     |                                                         |
| Ashdod                                        | Duxbury                                           | Plymouth                                    |                                                         |
| Ashfield Plain                                | Ashfield                                          | Franklin                                    |                                                         |
| Ashley Falls                                  | Sheffield                                         | Berkshire                                   |                                                         |
| Ashleyville                                   | WEST SPRINGFIELD                                  | Hampden                                     |                                                         |
| Ashmont                                       | BOSTON                                            | Suffolk                                     | part of Dorchester                                      |
| Ashumet Park                                  | Falmouth                                          | Barnstable                                  |                                                         |
| Ashumet Pond                                  | Falmouth                                          | Barnstable                                  |                                                         |
| Aspinwall Hill                                | Brookline                                         | Norfolk                                     |                                                         |
| Assabet Park                                  | Maynard                                           | Middlesex                                   |                                                         |
| Assinippi                                     | part of Hanover & Norwell                         | Plymouth                                    | Post Office in Hanover; a.k.a. Snappy                   |
| Assonet Neck                                  | Berkley                                           | Bristol                                     |                                                         |
| Hatherly                                      | Scituate                                          | Plymouth                                    |                                                         |
| Athol Center                                  | Athol                                             | Worcester                                   |                                                         |
| Atlantic                                      | SALEM                                             | Essex                                       |                                                         |
| Atlantic Hill                                 | Hull                                              | Plymouth                                    |                                                         |
| Atlantic Station                              | QUINCY                                            | Norfolk                                     |                                                         |
| Attitash                                      | AMESBURY                                          | Essex                                       |                                                         |
| Attleboro Falls                               | North Attleborough                                | Bristol                                     |                                                         |
| Auburn Center                                 | Auburn                                            | Worcester                                   |                                                         |
| Auburn Station                                | Auburn                                            | Worcester                                   |                                                         |
| Auburnville                                   | Whitman                                           | Plymouth                                    |                                                         |
| Aucoot                                        | Mattapoisett                                      | Plymouth                                    |                                                         |
| Avon Hill                                     | CAMBRIDGE                                         | Middlesex                                   |                                                         |
| Ayers City                                    | LOWELL                                            | Middlesex                                   |                                                         |
| Ayers Village                                 | Haverhill                                         | Essex                                       |                                                         |
| Babbatasset                                   | Pepperell                                         | Middlesex                                   |                                                         |
| Back Bay                                      | BOSTON                                            | Suffolk                                     |                                                         |
| Baconsville                                   | Shutesbury                                        | Franklin                                    |                                                         |
| Bailey                                        | Andover                                           | Essex                                       |                                                         |
| Bailey's Hill                                 | Saugus                                            | Essex                                       |                                                         |
| Baker Bridge Station                          | Lincoln                                           | Middlesex                                   |                                                         |
| Baker Hill                                    | MALDEN                                            | Middlesex                                   |                                                         |
| Bakers Corner                                 | Seekonk                                           | Bristol                                     |                                                         |
| Bakerville                                    | Dartmouth                                         | Bristol                                     |                                                         |
| Bald Mountain                                 | Bernardston                                       | Franklin                                    |                                                         |
| Baldpate Station                              | Georgetown                                        | Essex                                       |                                                         |
| Baldwin Hill                                  | Egremont                                          | Berkshire                                   |                                                         |
| Ball Square                                   | SOMERVILLE                                        | Middlesex                                   |                                                         |
| Ball's Corner                                 | Acushnet                                          | Bristol                                     |                                                         |
| Ballard Hill                                  | Lancaster                                         | Worcester                                   |                                                         |
| Ballardvale                                   | Andover                                           | Essex                                       |                                                         |
| Bancroft                                      | Becket                                            | Berkshire                                   |                                                         |
| Baptist Corner                                | Ashfield                                          | Franklin                                    |                                                         |
| Baptist Hill                                  | Conway                                            | Franklin                                    |                                                         |
| Baptist Village                               | East Longmeadow                                   | Hampden                                     |                                                         |
| Barber Hill                                   | Warwick                                           | Franklin                                    |                                                         |
| Barber's Station                              | WORCESTER                                         | Worcester                                   |                                                         |
| Barden Hill                                   | Middleborough                                     | Plymouth                                    |                                                         |
| Bardwell                                      | Belchertown                                       | Hampshire                                   |                                                         |
| Bardwell                                      | Shelburne                                         | Franklin                                    |                                                         |
| Bardwell's Ferry                              | Deerfield                                         | Franklin                                    | train station & locality                                |
| Barecove                                      | Hingham                                           | Plymouth                                    |                                                         |
| Barker Hill                                   | Townsend                                          | Middlesex                                   |                                                         |
| Barkers                                       | Plymouth                                          | Plymouth                                    |                                                         |
| Barkerville                                   | PITTSFIELD                                        | Berkshire                                   |                                                         |
| Barley Neck                                   | Orleans                                           | Barnstable                                  |                                                         |
| Barmardville                                  | WORCESTER                                         | Worcester                                   |                                                         |
| Barney's Point                                | Wareham                                           | Plymouth                                    |                                                         |
| Barneyville                                   | Swansea                                           | Bristol                                     |                                                         |
| Barrack Hill                                  | Rutland                                           | Worcester                                   |                                                         |
| Barre Center                                  | Barre                                             | Worcester                                   |                                                         |
| Barre Falls                                   | Barre                                             | Worcester                                   |                                                         |
| Barre Four Corners                            | Barre                                             | Worcester                                   |                                                         |
| Barre Plains                                  | Barre                                             | Worcester                                   |                                                         |
| Barrett's Junction                            | Belchertown                                       | Hampshire                                   |                                                         |
| Barrowsville                                  | Norton                                            | Bristol                                     |                                                         |
| Barry's Corner                                | BOSTON                                            | Suffolk                                     | in Allston                                              |
| Barry's Corner                                | QUINCY                                            | Norfolk                                     |                                                         |
| Bartlett's Village                            | Oxford                                            | Worcester                                   |                                                         |
| Bartonville                                   | Dalton                                            | Berkshire                                   |                                                         |
| Bass Point                                    | Nahant                                            | Essex                                       |                                                         |
| Bass River                                    | Yarmouth                                          | Barnstable                                  |                                                         |
| Bass Rocks                                    | GLOUCESTER                                        | Essex                                       |                                                         |
| Bate's Pond                                   | Carver                                            | Plymouth                                    |                                                         |
| Batesville                                    | Goshen                                            | Hampshire                                   |                                                         |
| Bath House Station                            | REVERE                                            | Suffolk                                     |                                                         |
| Battery Station                               | Winthrop                                          | Suffolk                                     |                                                         |
| Bay State                                     | Northampton                                       | Hampshire                                   |                                                         |
| Bay View                                      | BOSTON                                            | Suffolk                                     | in South Boston                                         |
| Bay View                                      | Dartmouth                                         | Bristol                                     |                                                         |
| Bay View                                      | GLOUCESTER                                        | Essex                                       |                                                         |
| Bay Village                                   | BOSTON                                            | Suffolk                                     |                                                         |
| Bayberry Hill                                 | Townsend                                          | Middlesex                                   |                                                         |
| Baylies Corner                                | Charlton                                          | Worcester                                   |                                                         |
| Bayside Station                               | Hull                                              | Plymouth                                    |                                                         |
| Bayview                                       | Dartmouth                                         | Bristol                                     |                                                         |
| Beach Bluff                                   | Swampscott                                        | Essex                                       |                                                         |
| Beach Point                                   | Truro                                             | Barnstable                                  |                                                         |
| Beachmont                                     | REVERE                                            | Suffolk                                     |                                                         |
| Beacon Hill                                   | BOSTON                                            | Suffolk                                     |                                                         |
| Baldwin                                       | Tewksbury                                         | Middlesex                                   | former station                                          |
| Beacon Park                                   | Webster                                           | Worcester                                   | former station                                          |
| Beaconsfield                                  | Brookline                                         | Norfolk                                     |                                                         |
| Bean Crossing                                 | Rowley                                            | Essex                                       |                                                         |
| Bean Porridge Hill                            | Westminster                                       | Worcester                                   |                                                         |
| Bear Hill                                     | Merrimac                                          | Essex                                       |                                                         |
| Bear Hole                                     | TAUNTON                                           | Bristol                                     |                                                         |
| Bear Meadow                                   | North Reading                                     | Middlesex                                   |                                                         |
| Bear Town                                     | Lee                                               | Berkshire                                   |                                                         |
| Bearcroft                                     | ATTLEBORO                                         | Bristol                                     | former RR station                                       |
| Bearfoot District                             | Charlton                                          | Worcester                                   |                                                         |
| Bearskin Neck                                 | Rockport                                          | Middlesex                                   |                                                         |
| Beaulah Park                                  | Randolph                                          | Norfolk                                     |                                                         |
| Beaver                                        | East Bridgewater                                  | Plymouth                                    |                                                         |
| Beaver                                        | NORTH ADAMS                                       | Berkshire                                   |                                                         |
| Beaver Brook Station                          | WALTHAM                                           | Middlesex                                   |                                                         |
| Beaver Brown's Crossing                       | East Bridgewater                                  | Plymouth                                    |                                                         |
| Beaver Meadow                                 | Leyden                                            | Franklin                                    |                                                         |
| Becket Center                                 | Becket                                            | Berkshire                                   |                                                         |
| Bedford Springs                               | Bedford                                           | Middlesex                                   |                                                         |
| Beech Grove                                   | PITTSFIELD                                        | Berkshire                                   |                                                         |
| Beech Hill                                    | Blandford                                         | Hampden                                     |                                                         |
| Beech Plain                                   | Sandisfield                                       | Berkshire                                   |                                                         |
| Beechdale                                     | Williamstown                                      | Berkshire                                   |                                                         |
| Beechwood                                     | Cohasset                                          | Norfolk                                     |                                                         |
| Beechwoods                                    | Lakeville                                         | Plymouth                                    |                                                         |
| Bel Air                                       | PITTSFIELD                                        | Berkshire                                   |                                                         |
| Belcher's Corner                              | Stoughton                                         | Norfolk                                     |                                                         |
| Belchertown Center                            | Belchertown                                       | Hampshire                                   |                                                         |
| Bell Rock Station                             | MALDEN                                            | Middlesex                                   |                                                         |
| Belle Grove                                   | Dracut                                            | Middlesex                                   |                                                         |
| Belle Isle                                    | BOSTON                                            | Suffolk                                     |                                                         |
| Belle Isle                                    | Winthrop                                          | Suffolk                                     | former station                                          |
| Belleview                                     | BOSTON                                            | Suffolk                                     |                                                         |
| Belleview Park                                | BROCKTON                                          | Plymouth                                    |                                                         |
| Belleville                                    | NEWBURYPORT                                       | Essex                                       |                                                         |
| Bellevue Station                              | BOSTON                                            | Suffolk                                     |                                                         |
| Bellingham                                    | CHELSEA                                           | Suffolk                                     |                                                         |
| Bellingham Center                             | Bellingham                                        | Norfolk                                     |                                                         |
| Bellingham Four Corners                       | Bellingham                                        | Norfolk                                     |                                                         |
| Bellingham Junction                           | Bellingham                                        | Norfolk                                     |                                                         |
| Belmont                                       | MALDEN                                            | Middlesex                                   |                                                         |
| Belvidere                                     | LOWELL                                            | Middlesex                                   |                                                         |
| Bemis Station                                 | WATERTOWN                                         | Middlesex                                   |                                                         |
| Bennett Hall                                  | Billerica                                         | Middlesex                                   | former RR station                                       |
| Benton Hill                                   | Becket                                            | Berkshire                                   |                                                         |
| Berkley Bridge                                | Berkley                                           | Bristol                                     |                                                         |
| Berkley Common                                | Berkley                                           | Bristol                                     |                                                         |
| Berkshire                                     | Lanesborough                                      | Berkshire                                   |                                                         |
| Berkshire Heights                             | Great Barrington                                  | Berkshire                                   |                                                         |
| Berlin Station                                | Berlin                                            | Worcester                                   |                                                         |
| Berry's Corner                                | Charlton                                          | Worcester                                   |                                                         |
| Berrymans Four Corners                        | Westport                                          | Bristol                                     |                                                         |
| Bethlehem District                            | Otis                                              | Berkshire                                   |                                                         |
| Beverly Cove                                  | BEVERLY                                           | Essex                                       |                                                         |
| Bigelow Hollow                                | North Brookfield                                  | Worcester                                   |                                                         |
| Billerica Center                              | Billerica                                         | Middlesex                                   |                                                         |
| Billingsgate                                  | Wellfleet                                         | Barnstable                                  |                                                         |
| Billington Sea                                | Plymouth                                          | Plymouth                                    |                                                         |
| Birch Meadow                                  | Merrimac                                          | Essex                                       |                                                         |
| Birchville                                    | Huntington                                        | Hampshire                                   |                                                         |
| Bird Street Station                           | BOSTON                                            | Suffolk                                     |                                                         |
| Bird's Hill Station                           | Needham                                           | Norfolk                                     |                                                         |
| Bisbee                                        | Chesterfield                                      | Hampshire                                   |                                                         |
| Bisbee's Corner                               | Rochester                                         | Plymouth                                    |                                                         |
| Black Rock                                    | Cohasset                                          | Norfolk                                     |                                                         |
| Black Rock Station                            | Cohasset                                          | Norfolk                                     |                                                         |
| Blackburn Village                             | Ashburnham                                        | Worcester                                   |                                                         |
| Blackinton                                    | NORTH ADAMS and Williamstown                      | Berkshire                                   | a locality on the town line                             |
| Blackstone Village                            | Blackstone                                        | Worcester                                   |                                                         |
| Blackwater                                    | Kingston                                          | Plymouth                                    |                                                         |
| Blanchardville                                | Palmer                                            | Hampden                                     |                                                         |
| Blandford Center                              | Blandford                                         | Hampden                                     |                                                         |
| Blaneyville                                   | North Attleborough                                | Bristol                                     |                                                         |
| Bleachery                                     | PEABODY                                           | Essex                                       |                                                         |
| Bleachery                                     | SOMERVILLE                                        | Middlesex                                   |                                                         |
| Bleachery Station                             | LOWELL                                            | Middlesex                                   |                                                         |
| Bleachery Station                             | WALTHAM                                           | Middlesex                                   |                                                         |
| Bliss Corner                                  | Colrain                                           | Franklin                                    |                                                         |
| Blissville                                    | Orange                                            | Franklin                                    |                                                         |
| Blithewood                                    | WORCESTER                                         | Worcester                                   |                                                         |
| Bloomingdale                                  | WORCESTER                                         | Worcester                                   |                                                         |
| Blubber Hollow                                | SALEM                                             | Essex                                       |                                                         |
| Blue Hill                                     | Milton                                            | Norfolk                                     |                                                         |
| Blue Meadow                                   | Belchertown                                       | Hampshire                                   |                                                         |
| Bobtown                                       | PITTSFIELD                                        | Berkshire                                   |                                                         |
| Bofat Hill                                    | Chesterfield                                      | Hampshire                                   |                                                         |
| Bogue                                         | Barre                                             | Worcester                                   |                                                         |
| Bolton Center                                 | Bolton                                            | Worcester                                   |                                                         |
| Bolton Station                                | Bolton                                            | Worcester                                   |                                                         |
| Bonney Ridge Four Corners                     | Chester                                           | Hampden                                     |                                                         |
| Bonny Rig                                     | Becket                                            | Berkshire                                   |                                                         |
| Border City                                   | FALL RIVER                                        | Bristol                                     |                                                         |
| Bourndale                                     | Bourne                                            | Barnstable                                  | P.O.                                                    |
| Bowen’s Corner                                | Adams                                             | Berkshire                                   |                                                         |
| Bowenville                                    | FALL RIVER                                        | Bristol                                     |                                                         |
| Bowkerville                                   | Saugus                                            | Essex                                       |                                                         |
| Bowlder Grange                                | Becket                                            | Berkshire                                   |                                                         |
| Box Factory                                   | Middleton                                         | Essex                                       |                                                         |
| Boxboro Station                               | Boxborough                                        | Middlesex                                   | former RR station                                       |
| Boxford First Parish                          | Boxford                                           | Essex                                       |                                                         |
| Boxford Second Parish                         | Boxford                                           | Essex                                       |                                                         |
| Boxford Village                               | Boxford                                           | Essex                                       |                                                         |
| Boylston                                      | BOSTON                                            | Suffolk                                     |                                                         |
| Boylston Center                               | Boylston                                          | Worcester                                   |                                                         |
| Boylston Common                               | West Boylston                                     | Worcester                                   |                                                         |
| Bozrah                                        | Hawley                                            | Franklin                                    |                                                         |
| Bradford                                      | HAVERHILL                                         | Essex                                       |                                                         |
| Bradley Station                               | WORCESTER                                         | Worcester                                   | former station                                          |
| Bradstreet                                    | Hatfield                                          | Hampshire                                   | P.O.                                                    |
| Bragg Hill                                    | Westminster                                       | Worcester                                   |                                                         |
| Braggville                                    | Holliston                                         | Middlesex                                   |                                                         |
| Braggville                                    | Medway                                            | Norfolk                                     |                                                         |
| Braggville                                    | Milford                                           | Worcester                                   |                                                         |
| Braintree Highlands                           | BRAINTREE                                         | Norfolk                                     | formerly Monatiquot Highlands                           |
| Braley's Station                              | Freetown                                          | Bristol                                     | former RR station                                       |
| Bramanville                                   | Millbury                                          | Worcester                                   |                                                         |
| Brandon                                       | Dudley                                            | Worcester                                   |                                                         |
| Brandon                                       | Webster                                           | Worcester                                   |                                                         |
| Brant Rock                                    | Marshfield                                        | Plymouth                                    | P.O. locality                                           |
| Brattle Station                               | Arlington                                         | Middlesex                                   |                                                         |
| Brayton Point                                 | Somerset                                          | Bristol                                     |                                                         |
| Braytonville                                  | NORTH ADAMS                                       | Berkshire                                   |                                                         |
| Brennon's Hill                                | Lanesborough                                      | Berkshire                                   |                                                         |
| Brewster Station                              | Brewster                                          | Barnstable                                  |                                                         |
| Brick City                                    | Leicester                                         | Worcester                                   |                                                         |
| Brickbottom                                   | SOMERVILLE                                        | Middlesex                                   |                                                         |
| Brickett Hill                                 | HAVERHILL                                         | Essex                                       |                                                         |
| Bridgewater Iron Works                        | Bridgewater                                       | Plymouth                                    |                                                         |
| Bridgewater Junction                          | Bridgewater                                       | Plymouth                                    |                                                         |
| Brier                                         | Savoy                                             | Berkshire                                   |                                                         |
| Brier Hill                                    | Ashfield                                          | Franklin                                    |                                                         |
| Briggs Corner                                 | ATTLEBORO                                         | Bristol                                     |                                                         |
| Briggsville                                   | Clarksburg                                        | Berkshire                                   |                                                         |
| Brightside                                    | HOLYOKE                                           | Hampden                                     |                                                         |
| Brightwood                                    | SPRINGFIELD                                       | Hampden                                     | P.O. & locality                                         |
| Brimestone Hill                               | Ware                                              | Hampshire                                   |                                                         |
| Brimfield Center                              | Brimfield                                         | Hampden                                     |                                                         |
| Britannia                                     | TAUNTON                                           | Bristol                                     |                                                         |
| Broad Cove                                    | Dighton                                           | Bristol                                     |                                                         |
| Broad Cove                                    | Hingham                                           | Plymouth                                    |                                                         |
| Broadway Station                              | MALDEN                                            | Middlesex                                   |                                                         |
| Brockton Heights                              | BROCKTON                                          | Plymouth                                    |                                                         |
| Brookline Hills                               | Brookline                                         | Norfolk                                     |                                                         |
| Brookline Village                             | Brookline                                         | Norfolk                                     |                                                         |
| Brooks Station                                | Princeton                                         | Worcester                                   |                                                         |
| Brooks Village                                | Templeton                                         | Worcester                                   |                                                         |
| Brookside                                     | Charlton                                          | Worcester                                   |                                                         |
| Brookside                                     | Dracut                                            | Middlesex                                   |                                                         |
| Brookside                                     | Dracut                                            | Middlesex                                   |                                                         |
| Brookside                                     | Great Barrington                                  | Berkshire                                   |                                                         |
| Brookside                                     | SOUTHBRIDGE                                       | Worcester                                   |                                                         |
| Brookside Station                             | Westford                                          | Middlesex                                   |                                                         |
| Brookville                                    | FALL RIVER                                        | Bristol                                     |                                                         |
| Brookville                                    | Holbrook                                          | Norfolk                                     |                                                         |
| Broomshire                                    | Conway                                            | Franklin                                    |                                                         |
| Brown                                         | Wilmington                                        | Middlesex                                   | former station                                          |
| Browns Station                                | East Bridgewater                                  | Plymouth                                    |                                                         |
| Brush Hill                                    | Milton                                            | Norfolk                                     |                                                         |
| Brush Valley                                  | Warwick                                           | Franklin                                    |                                                         |
| Bryantville                                   | Holden                                            | Worcester                                   |                                                         |
| Bryantville                                   | Pembroke                                          | Plymouth                                    | P.O. & locality on Hanson line                          |
| Buckland Center                               | Buckland                                          | Franklin                                    |                                                         |
| Buckland Four Corners                         | Buckland                                          | Franklin                                    |                                                         |
| Bucks Village                                 | Millbury                                          | Worcester                                   |                                                         |
| Buffum's                                      | Charlton                                          | Worcester                                   |                                                         |
| Buffum's Corner                               | SALEM                                             | Essex                                       |                                                         |
| Buffville                                     | Oxford                                            | Worcester                                   |                                                         |
| Bull's Eye Crossing                           | Middleborough                                     | Plymouth                                    |                                                         |
| Bullardville                                  | Winchendon                                        | Worcester                                   |                                                         |
| Bumpus Corner                                 | Brockton                                          | Plymouth                                    |                                                         |
| Burdickville                                  | NORTH ADAMS                                       | Berkshire                                   |                                                         |
| Burditt Hill                                  | Clinton                                           | Worcester                                   |                                                         |
| Burke Flat                                    | Bernardston                                       | Franklin                                    |                                                         |
| Burke's Corner                                | Rowley                                            | Essex                                       |                                                         |
| Burkinshaw                                    | Pepperell                                         | Middlesex                                   |                                                         |
| Burkville                                     | Conway                                            | Franklin                                    |                                                         |
| Burleigh                                      | Palmer                                            | Hampden                                     |                                                         |
| Burnt Hill                                    | Heath                                             | Franklin                                    |                                                         |
| Burnt Swamp Corner                            | Plainville                                        | Norfolk                                     |                                                         |
| Burrage                                       | Holbrook                                          | Norfolk                                     |                                                         |
| Burrage Station                               | Hanson                                            | Plymouth                                    |                                                         |
| Burrageville                                  | Ashburnham                                        | Worcester                                   |                                                         |
| Burt’s Corner                                 | Berkley                                           | Bristol                                     |                                                         |
| Burtt's Crossing                              | Tewksbury                                         | Middlesex                                   | R.R. station                                            |
| Bush                                          | BROCKTON                                          | Plymouth                                    |                                                         |
| Bush Corner                                   | Middleton                                         | Essex                                       |                                                         |
| Bush Factory                                  | Norfolk                                           | Norfolk                                     |                                                         |
| Butlerville                                   | Wilbraham                                         | Hampden                                     |                                                         |
| Buxton                                        | Williamstown                                      | Berkshire                                   |                                                         |
| Byfield                                       | Newbury                                           | Essex                                       |                                                         |
| Byfield Parish                                | Georgetown                                        | Essex                                       |                                                         |
| Cadman's Neck                                 | Westport                                          | Bristol                                     |                                                         |
| Calf Pasture                                  | BOSTON                                            | Suffolk                                     | in Dorchester                                           |
| California                                    | Clinton                                           | Worcester                                   |                                                         |
| Calumet                                       | Uxbridge                                          | Worcester                                   |                                                         |
| Cambridge Highlands                           | CAMBRIDGE                                         | Middlesex                                   |                                                         |
| Cambridge Street                              | WORCESTER                                         | Worcester                                   | former station                                          |
| Cambridgeport                                 | CAMBRIDGE                                         | Middlesex                                   |                                                         |
| Camp Devens                                   | Ayer                                              | Middlesex                                   | aka Fort Devens                                         |
| Camp Merrill                                  | PITTSFIELD                                        | Berkshire                                   | P.O.                                                    |
| Camp Station                                  | Yarmouth                                          | former RR station                           |                                                         |
| Campello                                      | BROCKTON                                          | Plymouth                                    |                                                         |
| Canada                                        | Sunderland                                        | Franklin                                    |                                                         |
| Canaumet                                      | Bourne                                            | Barnstable                                  |                                                         |
| Candlewood                                    | Ipswich                                           | Essex                                       |                                                         |
| Cannonville                                   | Mattapoisett                                      | Plymouth                                    |                                                         |
| Cannonville                                   | NEW BEDFORD                                       | Bristol                                     |                                                         |
| Canobieola                                    | METHUEN                                           | Essex                                       |                                                         |
| Canterbury                                    | BOSTON                                            | Suffolk                                     | in Dorchester                                           |
| Canton Center                                 | Canton                                            | Norfolk                                     |                                                         |
| Canton Corner                                 | Canton                                            | Norfolk                                     |                                                         |
| Canton Farms                                  | Canton                                            | Norfolk                                     |                                                         |
| Canton Junction                               | Canton                                            | Norfolk                                     |                                                         |
| Cape Poge                                     | Edgartown                                         | Duke                                        |                                                         |
| Caper Corner                                  | Townsend                                          | Middlesex                                   |                                                         |
| Captain's Hill                                | Duxbury                                           | Plymouth                                    |                                                         |
| Card's Corner                                 | Williamstown                                      | Berkshire                                   |                                                         |
| Carey's Crossing                              | Ashburnham                                        | Worcester                                   | former RR station                                       |
| Careyville                                    | Bellingham                                        | Norfolk                                     |                                                         |
| Carlisle Station                              | Carlisle                                          | Middlesex                                   |                                                         |
| Carltonville                                  | LAWRENCE                                          | Essex                                       |                                                         |
| Carltonville Station                          | SALEM                                             | Essex                                       |                                                         |
| Carsonville                                   | Dalton                                            | Berkshire                                   |                                                         |
| Carters Station                               | Berlin                                            | Worcester                                   | former RR station                                       |
| Cary Hill                                     | BROCKTON                                          | Plymouth                                    |                                                         |
| Caryville                                     | Bellingham                                        | Norfolk                                     | near Bellingham line                                    |
| Cashman's Crossing                            | Ashburnham                                        | Worcester                                   | former station                                          |
| Castle Hill Station                           | SALEM                                             | Essex                                       |                                                         |
| Castle Island                                 | BOSTON                                            | Suffolk                                     | Once an island, now part of South Boston                |
| Castle Park                                   | Nahant                                            | Essex                                       |                                                         |
| Catamount Hill                                | Colrain                                           | Franklin                                    |                                                         |
| Catville                                      | Hubbardston                                       | Worcester                                   |                                                         |
| Cedar Grove                                   | BOSTON                                            | Suffolk                                     | former station in Dorchester                            |
| Cedar Station                                 | Walpole                                           | Norfolk                                     | former station                                          |
| Cedarville                                    | Plymouth                                          | Plymouth                                    |                                                         |
| Centennial Grove Station                      | Hamilton                                          | Essex                                       |                                                         |
| Center Abington                               | Abington                                          | Plymouth                                    |                                                         |
| Center Street                                 | BROCKTON                                          | Plymouth                                    | P.O.                                                    |
| Center Village                                | Wareham                                           | Plymouth                                    |                                                         |
| Centerville                                   | BEVERLY                                           | Essex                                       |                                                         |
| Centerville                                   | Douglas                                           | Worcester                                   |                                                         |
| Centerville                                   | Douglas                                           | Worcester                                   |                                                         |
| Centerville                                   | Grafton                                           | Worcester                                   |                                                         |
| Centerville                                   | Uxbridge                                          | Worcester                                   |                                                         |
| Centerville                                   | Winchendon                                        | Worcester                                   |                                                         |
| Central Avenue                                | BOSTON                                            | Suffolk                                     | former station in Dorchester                            |
| Central District                              | BOSTON                                            | Suffolk                                     |                                                         |
| Central Hill                                  | SOMERVILLE                                        | Middlesex                                   |                                                         |
| Central Square                                | CAMBRIDGE                                         | Middlesex                                   |                                                         |
| Central Square Station                        | WOBURN                                            | Middlesex                                   |                                                         |
| Central Village                               | Blackstone                                        | Worcester                                   |                                                         |
| Central Village                               | Seekonk                                           | Bristol                                     |                                                         |
| Central Village                               | West Boylston                                     | Worcester                                   |                                                         |
| Central Village                               | Westport                                          | Bristol                                     |                                                         |
| Centralville                                  | LOWELL                                            | Middlesex                                   |                                                         |
| Centre                                        | Andover                                           | Essex                                       |                                                         |
| Centreville                                   | BEVERLY                                           | Essex                                       |                                                         |
| Centreville                                   | BROCKTON                                          | Plymouth                                    |                                                         |
| Chace's                                       | Freetown                                          | Bristol                                     |                                                         |
| Chaces Station                                | TAUNTON                                           | Bristol                                     |                                                         |
| Chaffee                                       | Oxford                                            | Worcester                                   |                                                         |
| Chaffinville                                  | Holden                                            | Worcester                                   |                                                         |
| Chamberlain's Corner                          | Westford                                          | Middlesex                                   |                                                         |
| Chandler                                      | Andover                                           | Essex                                       |                                                         |
| Chandler Hill                                 | Colrain                                           | Franklin                                    |                                                         |
| Chapaquoit                                    | Falmouth                                          | Barnstable                                  |                                                         |
| Chappaquiddick Island (Chappequiddick Island) | Edgartown                                         | Dukes                                       |                                                         |
| Chapinsville                                  | LAWRENCE                                          | Essex                                       |                                                         |
| Chapinville                                   | Northborough                                      | Worcester                                   |                                                         |
| Chaplinville                                  | Rowley                                            | Essex                                       |                                                         |
| Charcoal City                                 | Becket                                            | Berkshire                                   |                                                         |
| Charityville                                  | Williamstown                                      | Berkshire                                   |                                                         |
| Charles River                                 | Needham                                           | Norfolk                                     | P.O.                                                    |
| Charles River Heights                         | Dedham                                            | Norfolk                                     |                                                         |
| Charles River Village                         | Needham                                           | Norfolk                                     | near Dover line                                         |
| Charlton Center                               | Charlton                                          | Worcester                                   |                                                         |
| Charlton City                                 | Charlton                                          | Worcester                                   |                                                         |
| Charlton Depot                                | Charlton                                          | Worcester                                   |                                                         |
| Chartley                                      | Norton                                            | Bristol                                     |                                                         |
| Chase's                                       | TAUNTON                                           | Bristol                                     |                                                         |
| Chase's Village                               | Oxford                                            | Worcester                                   |                                                         |
| Chaseville                                    | Dudley                                            | Worcester                                   |                                                         |
| Chaseville                                    | Webster                                           | Worcester                                   |                                                         |
| Chatham Port                                  | Chatham                                           | Barnstable                                  |                                                         |
| Chattanooga                                   | Ashland                                           | Middlesex                                   |                                                         |
| Cheapside                                     | Deerfield                                         | Franklin                                    |                                                         |
| Cheapside                                     | GREENFIELD                                        | Franklin                                    |                                                         |
| Chebacco Pond                                 | Essex                                             | Essex                                       |                                                         |
| Cheever                                       | West Stockbridge                                  | Berkshire                                   |                                                         |
| Chelmsford Center                             | Chelmsford                                        | Middlesex                                   |                                                         |
| Chemistry                                     | WALTHAM                                           | Middlesex                                   |                                                         |
| Cherry Brook Station                          | Weston                                            | Middlesex                                   |                                                         |
| Cherry Valley                                 | Leicester                                         | Worcester                                   |                                                         |
| Cherry Valley                                 | Ludlow                                            | Hampshire                                   | former locality name now Reservoir Section              |
| Cheshire Corner                               | Cheshire                                          | Berkshire                                   |                                                         |
| Cheshire Harbor                               | Adams &Cheshire                                   | Berkshire                                   | on the town line                                        |
| Cheshire Village                              | Cheshire                                          | Berkshire                                   |                                                         |
| Chester Center                                | Chester                                           | Hampden                                     |                                                         |
| Chester Village                               | Chester                                           | Hampden                                     |                                                         |
| Chesterfield Center                           | Chesterfield                                      | Hampshire                                   |                                                         |
| Chickemoo                                     | Chilmark                                          | Dukes                                       |                                                         |
| Chicopee Center                               | CHICOPEE                                          | Hampden                                     |                                                         |
| Chicopee Falls                                | CHICOPEE                                          | Hampden                                     |                                                         |
| Chicopee Junction                             | CHICOPEE                                          | Hampden                                     |                                                         |
| Chiltonville                                  | Plymouth                                          | Plymouth                                    |                                                         |
| China Town                                    | BOSTON                                            | Suffolk                                     |                                                         |
| Chinquist                                     | Mashpee                                           | Barnstable                                  |                                                         |
| Chocksett                                     | Sterling                                          | Worcester                                   |                                                         |
| Christian Hill                                | Barre                                             | Worcester                                   |                                                         |
| Christian Hill                                | Colrain                                           | Franklin                                    |                                                         |
| Churchill                                     | HOLYOKE                                           | Hampden                                     |                                                         |
| Cinder Hill                                   | East Bridgewater                                  | Plymouth                                    |                                                         |
| City Hall                                     | LAWRENCE                                          | Essex P.O.                                  |                                                         |
| City Line                                     | West Boylston                                     | Worcester                                   |                                                         |
| City Line                                     | Auburn                                            | Worcester                                   |                                                         |
| City Mills                                    | Norfolk                                           | Norfolk                                     |                                                         |
| City Point                                    | BOSTON                                            | Suffolk                                     | in South Boston                                         |
| Clafinville                                   | Hopkinton                                         | Middlesex                                   |                                                         |
| Clarendon Hills                               | BOSTON                                            | Suffolk                                     | in Hyde Park                                            |
| Clarendon Hills                               | SOMERVILLE                                        | Middlesex                                   |                                                         |
| Clark Point                                   | NEW BEDFORD                                       | Bristol                                     |                                                         |
| Clayton                                       | New Marlborough                                   | Berkshire                                   |                                                         |
| Clear River                                   | Douglas                                           | Worcester                                   |                                                         |
| Clematis Brook Station                        | WALTHAM                                           | Middlesex                                   |                                                         |
| Cleveland Circle                              | BOSTON                                            | Suffolk                                     | in Brighton                                             |
| Clevelandtown                                 | Edgartown                                         | Dukes                                       |                                                         |
| Clicquot Station                              | Millis                                            | Norfolk                                     |                                                         |
| Clifford                                      | Freetown                                          | Bristol                                     |                                                         |
| Clifford                                      | NEW BEDFORD                                       | Bristol                                     | P.O.                                                    |
| Clifton                                       | Marblehead                                        | Essex                                       |                                                         |
| Clifton Heights                               | BROCKTON                                          | Plymouth                                    |                                                         |
| Cliftondale                                   | Saugus                                            | Essex                                       |                                                         |
| Coatue                                        | Nantucket                                         | Nantucket                                   |                                                         |
| Cobb's Tavern                                 | Stoughton                                         | Norfolk                                     |                                                         |
| Cobbetts Corners                              | Saugus                                            | Essex                                       |                                                         |
| Coburnville                                   | Framingham                                        | Middlesex                                   |                                                         |
| Coburnville                                   | Lynnfield                                         | Essex                                       |                                                         |
| Cochesett                                     | West Bridgewater                                  | Plymouth                                    |                                                         |
| Cochituate                                    | Wayland                                           | Middlesex                                   |                                                         |
| Codman Square                                 | BOSTON                                            | Suffolk                                     | in Dorchester                                           |
| Cohasset Cove                                 | Cohasset                                          | Norfolk                                     |                                                         |
| Cold Hill                                     | Granby                                            | Hampshire                                   |                                                         |
| Cold Spring                                   | Otis                                              | Berkshire                                   |                                                         |
| Coldbrook                                     | Barre                                             | Worcester                                   |                                                         |
| Coldbrook                                     | Oakham                                            | Worcester                                   |                                                         |
| Coldbrook Springs                             | Oakham                                            | Worcester                                   |                                                         |
| Coldspring                                    | Westwood                                          | Norfolk                                     |                                                         |
| Cole Hill                                     | Granby                                            | Hampshire                                   |                                                         |
| Coles Station                                 | Swansea                                           | Bristol                                     | former name; now Touisset                               |
| Colesville                                    | Williamstown                                      | Berkshire                                   |                                                         |
| College Hill                                  | MEDFORD                                           | Middlesex                                   |                                                         |
| College Hill                                  | WORCESTER                                         | Worcester                                   |                                                         |
| Collidgeville                                 | Hudson                                            | Middlesex                                   |                                                         |
| Collins Station                               | Ludlow                                            | Hampden                                     | former name; now Miller Street                          |
| Collins Street Station                        | Danvers                                           | Middlesex                                   |                                                         |
| Collinsville                                  | Dracut                                            | Middlesex                                   | P.O.                                                    |
| Colrain Center                                | Colrain                                           | Franklin                                    |                                                         |
| Columbus Park                                 | WORCESTER                                         | Worcester                                   |                                                         |
| Comins Village                                | Oxford                                            | Worcester                                   |                                                         |
| Commercial Point                              | BOSTON                                            | Suffolk                                     |                                                         |
| Commercial Street                             | BROCKTON                                          | Plymouth                                    |                                                         |
| Concord Junction                              | Concord                                           | Middlesex                                   |                                                         |
| Congamuck                                     | Southwick                                         | Hampden                                     |                                                         |
| Connecticut Corner                            | Dedham                                            | Norfolk                                     |                                                         |
| Conomo                                        | Essex                                             | Essex                                       | former RR station                                       |
| Conomo Point                                  | Essex                                             | Essex                                       |                                                         |
| Cookshire                                     | Sterling                                          | Worcester                                   |                                                         |
| Cooleyville                                   | New Salem                                         | Franklin                                    |                                                         |
| Coolidge Corner                               | Brookline                                         | Norfolk                                     |                                                         |
| Coolidge Hill                                 | CAMBRIDGE                                         | Middlesex                                   |                                                         |
| Copecut                                       | FALL RIVER                                        | Bristol                                     |                                                         |
| Copicut                                       | FALL RIVER                                        | Bristol                                     |                                                         |
| Coppville                                     | Charlton                                          | Worcester                                   |                                                         |
| Cordage                                       | Plymouth                                          | Plymouth                                    | formerly Seaside                                        |
| Corey Hill                                    | Brookline                                         | Norfolk                                     |                                                         |
| Corn Hill                                     | Truro                                             | Barnstable                                  |                                                         |
| Cotley                                        | TAUNTON                                           | Bristol                                     |                                                         |
| Cottage Farm                                  | Brookline                                         | Norfolk                                     |                                                         |
| Cottage Farm Station                          | BOSTON                                            | Suffolk                                     | former station                                          |
| Coulomb Manor                                 | Acushnet                                          | Bristol                                     |                                                         |
| Cove Landing                                  | Hudson                                            | Middlesex                                   | P.O.                                                    |
| Cove Village                                  | BEVERLY                                           | Essex                                       |                                                         |
| Cove Village                                  | Dartmouth                                         | Bristol                                     |                                                         |
| Craigville                                    | BARNSTABLE                                        | Barnstable                                  |                                                         |
| Cranes Norton                                 | Bristol                                           | former station                              |                                                         |
| Craneville                                    | Dalton                                            | Berkshire                                   |                                                         |
| Creamery Station                              | Hardwick                                          | Worcester                                   |                                                         |
| Crescent Avenue Station                       | BOSTON                                            | Suffolk                                     | former station                                          |
| Crescent Beach                                | Mattapoisett                                      | Plymouth                                    |                                                         |
| Crescent Beach                                | REVERE                                            | Suffolk                                     |                                                         |
| Crescent Mills                                | Russell                                           | Hampden                                     |                                                         |
| Crickett Hill                                 | Conway                                            | Franklin                                    |                                                         |
| Crimpville                                    | Bellingham                                        | Norfolk                                     |                                                         |
| Crockertown                                   | Pembroke                                          | Plymouth                                    |                                                         |
| Crockerville                                  | FITCHBURG                                         | Worcester                                   |                                                         |
| Crook’s Corner                                | Bellingham                                        | Norfolk                                     |                                                         |
| Cross Street Station                          | Winchester                                        | Middlesex                                   |                                                         |
| Crow Hill                                     | EASTHAMPTON                                       | Hampshire                                   |                                                         |
| Crow Point                                    | Hingham                                           | Plymouth                                    |                                                         |
| Crow Village                                  | PEABODY                                           | Essex                                       |                                                         |
| Crowleyville                                  | CHICOPEE                                          | Hampden                                     |                                                         |
| Crystal Lake                                  | GARDNER                                           | Worcester                                   |                                                         |
| Crystal Springs Station                       | Freetown                                          | Bristol                                     |                                                         |
| Cummaquid                                     | BARNSTABLE                                        | Barnstable                                  |                                                         |
| Cummingsville                                 | WOBURN                                            | Middlesex                                   |                                                         |
| Cumston Village                               | Burlington                                        | Middlesex                                   |                                                         |
| Curtis Crossing Station                       | Hanover                                           | Plymouth                                    |                                                         |
| Curtisville                                   | East Bridgewater                                  | Plymouth                                    |                                                         |
| Curtisville                                   | Stockbridge                                       | Berkshire                                   | former name, now Interlaken                             |
| Cushing                                       | Salisbury                                         | Essex                                       | P.O.                                                    |
| Cutter Village                                | Winchester                                        | Middlesex                                   |                                                         |
| Cuttyhunk                                     | Gosnold                                           | Dukes                                       | P.O.                                                    |
| Cyrus                                         | Heath                                             | Franklin                                    |                                                         |
| Daltonville                                   | NEWBURYPORT                                       | Essex                                       |                                                         |
| Danielsville                                  | Rowley                                            | Essex                                       |                                                         |
| Danvers Centre                                | Danvers                                           | Essex                                       | a.k.a. Salem Village                                    |
| Danvers Highlands                             | Danvers                                           | Essex                                       |                                                         |
| Danvers Plains                                | Danvers                                           | Essex                                       |                                                         |
| Danversport                                   | Danvers                                           | Essex                                       | a.k.a. Newmills a.k.a. Neck of Land                     |
| Darby                                         | Plymouth                                          | Plymouth                                    |                                                         |
| Davis                                         | Rowe                                              | Hampshire                                   |                                                         |
| Davis Corner                                  | Foxborough                                        | Norfolk                                     |                                                         |
| Davisville                                    | Falmouth                                          | Barnstable                                  |                                                         |
| Dawson Station                                | Holden                                            | Worcester                                   |                                                         |
| Dayville                                      | Chester                                           | Hampden                                     |                                                         |
| Deantown                                      | Attleboro                                         | Bristol                                     |                                                         |
| Deanville                                     | Norfolk                                           | Norfolk                                     |                                                         |
| Dedham Island                                 | Dedham                                            | Norfolk                                     |                                                         |
| Dedham Road Station                           | Canton                                            | Norfolk                                     | near Norwood line                                       |
| Deer Island                                   | Boston                                            | Suffolk                                     | P.O.                                                    |
| Deerfield Center                              | Deerfield                                         | Franklin                                    |                                                         |
| Deershorn                                     | Lancaster                                         | Worcester                                   |                                                         |
| Dell                                          | Heath                                             | Franklin                                    |                                                         |
| Dennison District                             | SOUTHBRIDGE                                       | Worcester                                   |                                                         |
| Dennisport                                    | Dennis                                            | Barnstable                                  |                                                         |
| Dennyville                                    | Barre                                             | Worcester                                   |                                                         |
| Depot Hill                                    | HOLYOKE                                           | Hampden                                     |                                                         |
| Depot Village                                 | West Boylston                                     | Worcester                                   |                                                         |
| Devens                                        | Ayer                                              | Middlesex                                   |                                                         |
| Devereux                                      | Marblehead                                        | Essex                                       |                                                         |
| Dighton Rock Park                             | Dighton                                           | Bristol                                     |                                                         |
| Doane                                         | Hawley                                            | Franklin                                    |                                                         |
| Dodge                                         | Charlton                                          | Worcester                                   | P.O.                                                    |
| Dodgeville                                    | ATTLEBORO                                         | Bristol                                     |                                                         |
| Dog Corner                                    | Stoughton                                         | Norfolk                                     |                                                         |
| Dogtown                                       | Wellfleet                                         | Barnstable                                  |                                                         |
| Dogtown Commons                               | Rockport and GLOUCESTER                           | Essex                                       | on town line                                            |
| Dole Corner                                   | Rowley                                            | Essex                                       |                                                         |
| Donkeyville                                   | Foxborough                                        | Norfolk                                     | former name; now Lakeview                               |
| Dorchester Heights                            | BOSTON                                            | Suffolk                                     | now South Boston                                        |
| Dorchester Lower Mills                        | BOSTON                                            | Suffolk                                     |                                                         |
| Douglas Center                                | Douglas                                           | Worcester                                   |                                                         |
| Douglas Park                                  | BROCKTON                                          | Plymouth                                    |                                                         |
| Douglas Station                               | Douglas                                           | Worcester                                   |                                                         |
| Dover Center                                  | Dover                                             | Norfolk                                     |                                                         |
| Dowse's Corner                                | Sherborn                                          | Middlesex                                   |                                                         |
| Dracut Center                                 | Dracut                                            | Middlesex                                   |                                                         |
| Dresser Hill                                  | Charlton                                          | Worcester                                   |                                                         |
| Drury                                         | Florida                                           | Berkshire                                   | P.O.                                                    |
| Drury                                         | Florida                                           | Berkshire                                   |                                                         |
| Drury Square                                  | Auburn                                            | Worcester                                   |                                                         |
| Dry Pond                                      | Stoughton                                         | Norfolk                                     |                                                         |
| Dublin                                        | Bridgewater                                       | Plymouth                                    |                                                         |
| Dublin                                        | PEABODY                                           | Essex                                       | former name, now East End                               |
| Duck Harbor                                   | Clinton                                           | Worcester                                   |                                                         |
| Duckville                                     | Palmer                                            | Hampden                                     |                                                         |
| Dudley Center                                 | Dudley                                            | Worcester                                   |                                                         |
| Dudley Hill                                   | Dudley                                            | Worcester                                   |                                                         |
| Dudley Square                                 | BOSTON                                            | Suffolk                                     |                                                         |
| Dudleyville                                   | Leverett                                          | Franklin                                    |                                                         |
| Durenville                                    | WOBURN                                            | Middlesex                                   |                                                         |
| Duxbury Beach                                 | Duxbury                                           | Plymouth                                    |                                                         |
| Dwight                                        | Belchertown                                       | Hampshire                                   |                                                         |
| Eagleville                                    | Athol                                             | Worcester                                   |                                                         |
| East Acton                                    | Acton                                             | Middlesex                                   |                                                         |
| East Alford                                   | Alford                                            | Berkshire                                   |                                                         |
| East Amherst                                  | Amherst                                           | Hampshire                                   |                                                         |
| East Arlington                                | Arlington                                         | Middlesex                                   |                                                         |
| East Barre                                    | Barre                                             | Worcester                                   |                                                         |
| East Becket                                   | Becket                                            | Berkshire                                   |                                                         |
| East Berlin                                   | Berlin                                            | Worcester                                   |                                                         |
| East Bernardston                              | Bernardston                                       | Franklin                                    |                                                         |
| East Billerica                                | Billerica                                         | Middlesex                                   |                                                         |
| East Blackstone                               | Bellingham                                        | Norfolk                                     | former RR station                                       |
| East Blackstone                               | Blackstone                                        | Worcester                                   |                                                         |
| East Boston                                   | BOSTON                                            | Suffolk                                     |                                                         |
| East Boxford                                  | Boxford                                           | Essex                                       |                                                         |
| East Braintree                                | BRAINTREE                                         | Norfolk                                     |                                                         |
| East Brewster                                 | Brewster                                          | Barnstable                                  |                                                         |
| East Brimfield                                | Brimfield                                         | Hampden                                     |                                                         |
| East Buckland                                 | Buckland                                          | Franklin                                    |                                                         |
| East Cambridge                                | CAMBRIDGE                                         | Middlesex                                   |                                                         |
| East Carver                                   | Carver & part of Plymouth                         | Plymouth                                    |                                                         |
| East Charlemont                               | Charlemont                                        | Franklin                                    |                                                         |
| East Chelmsford                               | Chelmsford                                        | Middlesex                                   |                                                         |
| East Cheshire                                 | Cheshire                                          | Berkshire                                   |                                                         |
| East Chop                                     | Oak Bluffs                                        | Dukes                                       |                                                         |
| East Colrain                                  | Colrain                                           | Franklin                                    |                                                         |
| East Danvers                                  | Danvers                                           | Essex                                       | a.k.a. Ryal Side                                        |
| East Dedham                                   | Dedham                                            | Norfolk                                     |                                                         |
| East Deerfield                                | Deerfield                                         | Franklin                                    |                                                         |
| East Dracut                                   | Dracut                                            | Middlesex                                   |                                                         |
| East End                                      | Bolton                                            | Worcester                                   |                                                         |
| East End                                      | PEABODY                                           | Essex                                       | formerly Dublin                                         |
| East End                                      | Provincetown                                      | Barnstable                                  |                                                         |
| East Everett                                  | EVERETT                                           | Middlesex                                   |                                                         |
| East Fairhaven                                | Fairhaven                                         | Bristol                                     |                                                         |
| East Farms                                    | WESTFIELD                                         | Hampden                                     |                                                         |
| East Fitchburg                                | FITCHBURG                                         | Worcester                                   |                                                         |
| East Foxborough                               | Foxborough                                        | Norfolk                                     |                                                         |
| East Gardner                                  | GARDNER                                           | Worcester                                   |                                                         |
| East Hill                                     | Belchertown                                       | Hampshire                                   |                                                         |
| East Junction                                 | ATTLEBORO                                         | Bristol                                     |                                                         |
| East Junction                                 | Seekonk                                           | Bristol                                     |                                                         |
| East Lexington                                | Lexington                                         | Middlesex                                   |                                                         |
| East Parish                                   | HAVERHILL                                         | Essex                                       |                                                         |
| East Quarter                                  | Concord                                           | Middlesex                                   |                                                         |
| East Section                                  | Boylston                                          | Worcester                                   |                                                         |
| East Side                                     | MELROSE                                           | Middlesex                                   |                                                         |
| East Village                                  | Webster                                           | Worcester                                   |                                                         |
| East Wilbraham                                | Wilbraham                                         | Hampden                                     | formerly Ellis Mills                                    |
| Eastham Center                                | Eastham                                           | Barnstable                                  |                                                         |
| Easton Center                                 | Easton                                            | Bristol                                     |                                                         |
| Easton Furnace                                | Easton                                            | Bristol                                     |                                                         |
| Eastondale                                    | Easton                                            | Bristol                                     |                                                         |
| Eastside                                      | Uxbridge                                          | Worcester                                   |                                                         |
| Eastville                                     | Bridgewater                                       | Plymouth                                    |                                                         |
| Eastville                                     | East Bridgewater                                  | Plymouth                                    |                                                         |
| Eastville                                     | Oak Bluffs                                        | Dukes                                       |                                                         |
| Echo Hill                                     | Amherst                                           | Hampshire                                   |                                                         |
| Eddyville                                     | Middleborough                                     | Plymouth                                    |                                                         |
| Edgeworth                                     | MALDEN                                            | Middlesex                                   |                                                         |
| Egleston Square                               | BOSTON                                            | Suffolk                                     | Part of Roxbury                                         |
| Egremont Plain                                | Egremont                                          | Berkshire                                   |                                                         |
| Egypt                                         | Scituate                                          | Plymouth                                    |                                                         |
| Elesmere                                      | Dracut                                            | Middlesex                                   |                                                         |
| Eliot                                         | NEWTON                                            | Middlesex                                   | former RR station                                       |
| Elizabeth Island                              | Chilmark                                          | Dukes                                       |                                                         |
| Ellis                                         | Westwood and Norwood                              | Norfolk                                     | near town line                                          |
| Ellis Furnace                                 | Carver                                            | Plymouth                                    |                                                         |
| Ellis Mills                                   | Monson                                            | Hampden                                     |                                                         |
| Ellis Mills                                   | Wilbraham                                         | Hampden                                     | former name, now East Wilbraham                         |
| Ellis Park                                    | BROCKTON                                          | Plymouth                                    |                                                         |
| Ellis Station                                 | Dedham                                            | Norfolk                                     |                                                         |
| Ellisville                                    | Plymouth                                          | Plymouth                                    |                                                         |
| Elm Grove                                     | Colrain                                           | Franklin                                    |                                                         |
| Elmdale                                       | Uxbridge                                          | Worcester                                   |                                                         |
| Elmhurst                                      | BROCKTON                                          | Plymouth                                    |                                                         |
| Elmville                                      | West Bridgewater                                  | Plymouth                                    |                                                         |
| Elmwood                                       | Dedham                                            | Norfolk                                     |                                                         |
| Elmwood                                       | East Bridgewater                                  | Plymouth                                    | P.O.                                                    |
| Elmwood                                       | HOLYOKE                                           | Hampden                                     |                                                         |
| Endicott                                      | Dedham                                            | Norfolk                                     | former RR station, formerly Elmwood                     |
| Essex Falls                                   | Essex                                             | Essex                                       |                                                         |
| Eveningside                                   | PITTSFIELD                                        | Berkshire                                   |                                                         |
| Everettville                                  | Princeton                                         | Worcester                                   |                                                         |
| Ewingville                                    | HOLYOKE                                           | Hampden                                     |                                                         |
| Factory Hollow                                | Amherst                                           | Hampshire                                   |                                                         |
| Factory Village                               | Ashburnham                                        | Worcester                                   |                                                         |
| Factory Village                               | BROCKTON                                          | Plymouth                                    |                                                         |
| Factory Village                               | EASTHAMPTON                                       | Hampshire                                   |                                                         |
| Factory Village                               | GREENFIELD                                        | Franklin                                    |                                                         |
| Factory Village                               | Middlefield                                       | Hampshire                                   |                                                         |
| Factory Village                               | Westport                                          | Bristol                                     |                                                         |
| Fairbank's Park                               | Dedham                                            | Norfolk                                     |                                                         |
| Fairfield                                     | Russell                                           | Hampden                                     |                                                         |
| Fairlawn                                      | Shrewsbury                                        | Worcester                                   | P.O.                                                    |
| Fairlawn                                      | Tewksbury                                         | Middlesex                                   |                                                         |
| Fairmount                                     | BOSTON                                            | Suffolk                                     | in Hyde Park                                            |
| Fairmount                                     | WORCESTER                                         | Worcester                                   |                                                         |
| Fairview                                      | Athol                                             | Worcester                                   | P.O. & locality                                         |
| Fairview                                      | CHICOPEE                                          | Hampden                                     |                                                         |
| Fall Brook                                    | Middleborough                                     | Plymouth                                    |                                                         |
| Falls                                         | South Hadley                                      | Hampshire                                   |                                                         |
| Falls Village                                 | North Attleborough                                | Bristol                                     |                                                         |
| Falls Woods                                   | South Hadley                                      | Hampshire                                   |                                                         |
| Falmouth Heights                              | Falmouth                                          | Barnstable                                  |                                                         |
| Falmouth Village                              | Falmouth                                          | Barnstable                                  |                                                         |
| Faneuil Hall                                  | BOSTON                                            | Suffolk                                     |                                                         |
| Farley Village                                | Erving                                            | Franklin                                    |                                                         |
| Farm Bridge                                   | Milford                                           | Worcester                                   |                                                         |
| Farm Hill Station                             | Stoneham                                          | Middlesex                                   |                                                         |
| Farm Street Station                           | Dover                                             | Norfolk                                     |                                                         |
| Farmer’s                                      | ATTLEBORO                                         | Bristol                                     |                                                         |
| Farmersville                                  | Sandwich                                          | Barnstable                                  |                                                         |
| Farnams                                       | Cheshire                                          | Berkshire                                   |                                                         |
| Farnum’s Gate                                 | Blackstone                                        | Worcester                                   |                                                         |
| Farnumville                                   | Grafton                                           | Worcester                                   |                                                         |
| Faulkner                                      | MALDEN                                            | Middlesex                                   |                                                         |
| Faunce Corner                                 | Dartmouth                                         | Bristol                                     |                                                         |
| Fayville                                      | Southborough                                      | Worcester                                   |                                                         |
| Federal                                       | Belchertown                                       | Hampshire                                   |                                                         |
| Federal Hill                                  | Dedham                                            | Norfolk                                     |                                                         |
| Felchville                                    | Natick                                            | Middlesex                                   |                                                         |
| Felix Neck                                    | Edgartown                                         | Dukes                                       |                                                         |
| Fells                                         | MALDEN                                            | Middlesex                                   | former station                                          |
| Fenno's Corner                                | REVERE                                            | Suffolk                                     |                                                         |
| Fentonville                                   | Brimfield                                         | Hampden                                     |                                                         |
| Fenway                                        | BOSTON                                            | Suffolk                                     |                                                         |
| Ferncroft                                     | Danvers                                           | Essex                                       |                                                         |
| Ferncroft Station                             | Danvers                                           | Essex                                       | formerly Beaver Brook                                   |
| Fernwood                                      | GLOUCESTER                                        | Essex                                       |                                                         |
| Ferry Hill                                    | Marshfield                                        | Plymouth                                    |                                                         |
| Ferry Street                                  | FALL RIVER                                        | Bristol                                     | former RR station                                       |
| Fiberloid                                     | SPRINGFIELD                                       | Hampden                                     |                                                         |
| Fiddler's Green                               | Bolton                                            | Worcester                                   |                                                         |
| Fields Corner                                 | BOSTON                                            | Suffolk                                     | in Dorchester                                           |
| Fieldston                                     | Marshfield                                        | Plymouth                                    |                                                         |
| Financial District                            | BOSTON                                            | Suffolk                                     |                                                         |
| Findlen                                       | Dedham                                            | Norfolk                                     | P.O.                                                    |
| First Cliff                                   | Scituate                                          | Plymouth                                    |                                                         |
| First Parish                                  | Boxford                                           | Essex                                       | a.k.a. East Parish                                      |
| Fisher Hill                                   | Brookline                                         | Norfolk                                     |                                                         |
| Fisherville                                   | ATTLEBORO                                         | Bristol                                     |                                                         |
| Fisherville                                   | Grafton                                           | Worcester                                   |                                                         |
| Five Corners                                  | Blackstone                                        | Worcester                                   |                                                         |
| Five Corners                                  | BRAINTREE                                         | Norfolk                                     |                                                         |
| Five Corners                                  | Granby                                            | Hampshire                                   |                                                         |
| Five Paths                                    | Wayland                                           | Middlesex                                   |                                                         |
| Five Points                                   | GLOUCESTER                                        | Essex                                       |                                                         |
| Flagg Street                                  | Bridgewater                                       | Plymouth                                    |                                                         |
| Flat Hill                                     | Amherst                                           | Hampshire                                   |                                                         |
| Flat Iron Point                               | NEWBURYPORT                                       | Essex                                       |                                                         |
| Flint Village                                 | FALL RIVER                                        | Bristol                                     | P.O. & locality                                         |
| Forbes                                        | Chelsea                                           | Suffolk                                     |                                                         |
| Forbes Station                                | REVERE                                            | Suffolk                                     |                                                         |
| Forbush Hill                                  | Bolton                                            | Worcester                                   |                                                         |
| Fordsville                                    | Duxbury                                           | Plymouth                                    |                                                         |
| Forest Hills                                  | BOSTON                                            | Suffolk                                     | in Jamaica Plain                                        |
| Forest Park                                   | SPRINGFIELD                                       | Hampden                                     | P.O.                                                    |
| Forest River Station                          | SALEM                                             | Essex                                       |                                                         |
| Forge Pond District                           | Granby                                            | Hampshire                                   |                                                         |
| Forge Village                                 | Westford                                          | Middlesex                                   |                                                         |
| Fort Devens Station                           | Ayer                                              | Middlesex                                   |                                                         |
| Fort Hill                                     | BOSTON                                            | Suffolk                                     | in Roxbury                                              |
| Fort Hill                                     | Eastham                                           | Barnstable                                  |                                                         |
| Fort Hill                                     | Oxford                                            | Worcester                                   |                                                         |
| Fort Hill                                     | WEYMOUTH and Hingham                              | Norfolk                                     | near town line                                          |
| Foskett's Mills                               | Brimfield                                         | Hampden                                     |                                                         |
| Fosterville                                   | Pembroke                                          | Plymouth                                    |                                                         |
| Foundry Village                               | Colrain                                           | Franklin                                    |                                                         |
| Four Corners                                  | Becket                                            | Berkshire                                   |                                                         |
| Four Corners                                  | BOSTON                                            | Suffolk                                     |                                                         |
| Four Corners                                  | Chester                                           | Hampden                                     |                                                         |
| Four Corners                                  | Clarksburg                                        | Berkshire                                   |                                                         |
| Four Corners                                  | Dedham                                            | Norfolk                                     |                                                         |
| Four Corners                                  | Greenwich                                         | Hampshire                                   |                                                         |
| Four Corners                                  | Palmer                                            | Hampden                                     |                                                         |
| Fox Hill                                      | Bernardston                                       | Franklin                                    |                                                         |
| Foxborough Center                             | Foxborough                                        | Norfolk                                     |                                                         |
| Foxtown                                       | Shelburne                                         | Franklin                                    |                                                         |
| Foxvale                                       | Foxborough                                        | Norfolk                                     | a.k.a. Paineburg                                        |
| Foxvale                                       | Mansfield                                         | Bristol                                     | former RR station                                       |
| Framingham Center                             | Framingham                                        | Middlesex                                   |                                                         |
| Franconia                                     | SPRINGFIELD                                       | Hampden                                     |                                                         |
| Franklin                                      | Belchertown                                       | Hampshire                                   |                                                         |
| Franklin Park                                 | BOSTON                                            | Suffolk                                     | borders Dorchester, Jamaica Plain, Roslindale & Roxbury |
| Franklin Park                                 | REVERE and part of Saugus                         | Suffolk                                     |                                                         |
| French Hill                                   | MARLBOROUGH                                       | Middlesex                                   |                                                         |
| French King                                   | Gill                                              | Franklin                                    |                                                         |
| Fresh Brook                                   | Wellfleet                                         | Barnstable                                  |                                                         |
| Fresh Pond Station                            | CAMBRIDGE                                         | Middlesex                                   |                                                         |
| Freshwater Cove Village                       | GLOUCESTER                                        | Essex                                       |                                                         |
| Frye Village                                  | Andover                                           | Essex                                       | a.k.a. Abbott Village                                   |
| Fryeville                                     | Athol                                             | Worcester                                   |                                                         |
| Fryeville                                     | Bolton                                            | Worcester                                   |                                                         |
| Fryville                                      | Orange                                            | Franklin                                    |                                                         |
| Fullerville                                   | Clinton                                           | Worcester                                   |                                                         |
| Fullerville                                   | Hawley                                            | Franklin                                    | P.O. & locality                                         |
| Furnace                                       | Hardwick                                          | Worcester                                   | P.O.                                                    |
| Furnace                                       | Orange                                            | Franklin                                    |                                                         |
| Furnace Hill                                  | Cheshire                                          | Berkshire                                   |                                                         |
| Furnace Village                               | Easton                                            | Bristol                                     |                                                         |
| Furnace Village                               | Freetown                                          | Bristol                                     |                                                         |
| Garden City                                   | Dudley and Webster                                | Worcester                                   | on town line                                            |
| Garden City                                   | NEWTON                                            | Middlesex                                   |                                                         |
| Gardner Center                                | GARDNER                                           | Worcester                                   |                                                         |
| Gardnerville                                  | Duxbury                                           | Plymouth                                    |                                                         |
| Gates Crossing                                | LEOMINSTER                                        | Worcester                                   | former station                                          |
| Gay Head Neck                                 | Aquinnah                                          | Dukes                                       |                                                         |
| Germantown                                    | BOSTON                                            | Suffolk                                     | in West Roxbury                                         |
| Germantown                                    | Clinton                                           | Worcester                                   |                                                         |
| Germantown                                    | Dedham                                            | Norfolk                                     |                                                         |
| Germantown                                    | NEW BEDFORD                                       | Bristol                                     | former name                                             |
| Germantown                                    | QUINCY                                            | Norfolk                                     |                                                         |
| Gibbs Crossing                                | Ware                                              | Hampshire                                   |                                                         |
| Gibson Corner                                 | Ayer                                              | Middlesex                                   |                                                         |
| Gilbertville                                  | Hardwick                                          | Worcester                                   |                                                         |
| Gilboa                                        | Douglas                                           | Worcester                                   |                                                         |
| Gilead                                        | Charlemont                                        | Franklin                                    |                                                         |
| Gill's Corner                                 | Stoughton                                         | Norfolk                                     |                                                         |
| Gleason Junction                              | Hudson                                            | Middlesex                                   |                                                         |
| Gleasondale                                   | Stow                                              | Middlesex                                   |                                                         |
| Glen Mills                                    | Georgetown                                        | Essex                                       |                                                         |
| Glenallan                                     | Winchendon                                        | Worcester                                   |                                                         |
| Glendale                                      | EASTHAMPTON                                       | Hampshire                                   |                                                         |
| Glendale                                      | EVERETT                                           | Middlesex                                   |                                                         |
| Glendale                                      | Middlefield                                       | Hampshire                                   |                                                         |
| Glendale                                      | Wilbraham                                         | Hampden                                     |                                                         |
| Glendale Village                              | EASTHAMPTON                                       | Hampshire                                   |                                                         |
| Glenmere                                      | Charlton                                          | Worcester                                   |                                                         |
| Glenmere                                      | LYNN                                              | Essex                                       | former name, now East Lynn                              |
| Glennonville                                  | Dalton                                            | Berkshire                                   |                                                         |
| Glennonville                                  | Dalton                                            | Berkshire                                   |                                                         |
| Glenwood                                      | Oxford                                            | Franklin                                    | former RR station                                       |
| Glenwood                                      | SPRINGFIELD                                       | Hampden                                     |                                                         |
| Glenwood                                      | Webster                                           | Worcester                                   |                                                         |
| Glenwood Station                              | MEDFORD                                           | Middlesex                                   |                                                         |
| Globe                                         | SOUTHBRIDGE                                       | Worcester                                   |                                                         |
| Globe Village                                 | FALL RIVER                                        | Bristol                                     |                                                         |
| Glover's Corner                               | BOSTON                                            | Suffolk                                     | in Dorchester                                           |
| Golden Cove                                   | Chelmsford                                        | Middlesex                                   |                                                         |
| Gomorrah                                      | New Marlborough                                   | Berkshire                                   |                                                         |
| Goodell Hollow                                | Williamstown                                      | Berkshire                                   |                                                         |
| Goodrichville                                 | Lunenburg                                         | Worcester                                   |                                                         |
| Goodyear Park                                 | HOLYOKE                                           | Hampden                                     |                                                         |
| Gore                                          | Blandford                                         | Hampden                                     |                                                         |
| Gore                                          | Oxford                                            | Worcester                                   |                                                         |
| Goulding Village                              | Phillipston                                       | Worcester                                   |                                                         |
| Granby Hollow                                 | Granby                                            | Hampshire                                   | a.k.a. Aldrich Lake                                     |
| Grand Island                                  | BARNSTABLE                                        | Barnstable                                  |                                                         |
| Granite Bridge                                | BOSTON                                            | Suffolk                                     |                                                         |
| Graniteville                                  | Westford                                          | Middlesex                                   |                                                         |
| Gray Gables                                   | Bourne                                            | Barnstable                                  |                                                         |
| Great Island                                  | Gill                                              | Franklin                                    |                                                         |
| Great Plains                                  | Edgartown                                         | Dukes                                       |                                                         |
| Great Pond                                    | Eastham                                           | Barnstable                                  |                                                         |
| Great River                                   | Deerfield                                         | Franklin                                    |                                                         |
| Green Lodge                                   | Westwood                                          | Norfolk                                     | former RR station                                       |
| Greenlodge                                    | Dedham                                            | Norfolk                                     |                                                         |
| Greenville                                    | Leicester                                         | Worcester                                   |                                                         |
| Greenville                                    | Sandwich                                          | Barnstable                                  | former name, now Forestdale                             |
| Greenwater Pond                               | Becket                                            | Berkshire                                   |                                                         |
| Greenwich Plains                              | Greenwich                                         | Hampshire                                   | (town no longer exists)                                 |
| Greenwich Village                             | Greenwich                                         | Hampshire                                   | P.O. see above                                          |
| Greenwood                                     | Millbury                                          | Worcester                                   |                                                         |
| Greenwood                                     | Wakefield                                         | Middlesex                                   |                                                         |
| Greenwood Park                                | Westwood                                          | Norfolk                                     |                                                         |
| Greylock                                      | NORTH ADAMS                                       | Berkshire                                   | former station                                          |
| Griswoldville                                 | Colrain                                           | Franklin                                    |                                                         |
| Grove Hall                                    | BOSTON                                            | Suffolk                                     | in Dorchester                                           |
| Guinea                                        | NEWBURYPORT                                       | Essex                                       |                                                         |
| Guinea                                        | Plainville                                        | Norfolk                                     |                                                         |
| Gun Rock                                      | Hull                                              | Plymouth                                    |                                                         |
| Gunn's Grove                                  | Lanesborough                                      | Berkshire                                   |                                                         |
| Gurnet                                        | Plymouth                                          | Plymouth                                    |                                                         |
| Gurney Corner                                 | Hanson                                            | Plymouth                                    |                                                         |
| Hadley                                        | Merrimac                                          | Essex                                       |                                                         |
| Hadley Acres                                  | South Hadley                                      | Hampshire                                   |                                                         |
| Hagarville                                    | New Salem                                         | Franklin                                    |                                                         |
| Haggatts Station                              | Andover                                           | Essex                                       | former station                                          |
| Hall's Corner                                 | Duxbury                                           | Plymouth                                    |                                                         |
| Hall's Ground                                 | Clarksburg                                        | Berkshire                                   |                                                         |
| Hallockville                                  | Hawley                                            | Franklin                                    |                                                         |
| Hallsville                                    | LAWRENCE                                          | Essex                                       |                                                         |
| Hamerock                                      | Charlton                                          | Worcester                                   |                                                         |
| Hammond Street                                | WORCESTER                                         | Worcester                                   | former RR station                                       |
| Hammondtown                                   | Mattapoisett                                      | Plymouth                                    |                                                         |
| Hampshire Village                             | Amherst                                           | Hampshire                                   |                                                         |
| Hampton Hill                                  | Hull                                              | Plymouth                                    |                                                         |
| Hampton Mills                                 | EASTHAMPTON                                       | Hampshire                                   | former RR station                                       |
| Happy Hollow                                  | BROCKTON                                          | Plymouth                                    |                                                         |
| Harbor View                                   | BOSTON                                            | Suffolk                                     | in South Boston                                         |
| Harbor View                                   | Fairhaven                                         | Bristol                                     |                                                         |
| Harbor View Station                           | BOSTON                                            | Suffolk                                     | in East Boston                                          |
| Harding                                       | Medfield                                          | Norfolk                                     | P.O.                                                    |
| Harding Corner Station                        | Chatham                                           | Barnstable                                  |                                                         |
| Harmony                                       | East Bridgewater                                  | Plymouth                                    |                                                         |
| Harness Shop Hill                             | Concord                                           | Middlesex                                   |                                                         |
| Harris                                        | Rehoboth                                          | Bristol                                     |                                                         |
| Harrison Square                               | BOSTON                                            | Suffolk                                     | former RR station in Dorchester                         |
| Harrisville                                   | West Boylston                                     | Worcester                                   |                                                         |
| Harrisville                                   | Winchendon                                        | Worcester                                   |                                                         |
| Hartbrook                                     | Hadley                                            | Hampshire                                   |                                                         |
| Hartsville                                    | New Marlborough                                   | Berkshire                                   |                                                         |
| Harvard Lawn                                  | Belmont                                           | Middlesex                                   |                                                         |
| Harvard Square                                | CAMBRIDGE                                         | Middlesex                                   |                                                         |
| Harwichport                                   | Harwich                                           | Barnstable                                  | P.O. & locality                                         |
| Harwoods Crossing                             | Barre                                             | Worcester                                   |                                                         |
| Haskins                                       | Middleborough                                     | Plymouth                                    | former RR station                                       |
| Hasting's Heights                             | HOLYOKE                                           | Hampden                                     |                                                         |
| Hastings Station                              | Weston                                            | Middlesex                                   |                                                         |
| Hastingsville                                 | Framingham                                        | Middlesex                                   |                                                         |
| Hatchville                                    | Duxbury                                           | Plymouth                                    |                                                         |
| Hatchville                                    | Falmouth                                          | Barnstable                                  | P.O. & locality                                         |
| Hatherly                                      | Rockland                                          | Plymouth                                    | P.O.                                                    |
| Hathorne                                      | Danvers                                           | Essex                                       |                                                         |
| Hathorne Station                              | Danvers                                           | Essex                                       | P.O. & locality                                         |
| Hawes                                         | Oxford                                            | Worcester                                   |                                                         |
| Hawks Brook                                   | METHUEN                                           | Essex                                       |                                                         |
| Hayden Row                                    | Hopkinton                                         | Middlesex                                   | P.O.                                                    |
| Hazelwood Highland                            | BOSTON                                            | Suffolk                                     |                                                         |
| Hazelwood Station                             | BOSTON                                            | Suffolk                                     |                                                         |
| Head O'Pamet                                  | Truro                                             | Barnstable                                  |                                                         |
| Head of the Bay                               | Bourne                                            | Barnstable                                  |                                                         |
| Head of the Meadow                            | Truro                                             | Barnstable                                  |                                                         |
| Head of Westport                              | Westport                                          | Bristol                                     |                                                         |
| Heald Village                                 | Barre                                             | Worcester                                   |                                                         |
| Hebronville                                   | ATTLEBORO                                         | Bristol                                     |                                                         |
| Hecla                                         | Uxbridge                                          | Worcester                                   |                                                         |
| Hell's Kitchen                                | Cheshire                                          | Berkshire                                   |                                                         |
| Herrick New                                   | Salem                                             | Franklin                                    |                                                         |
| Heywood Station                               | GARDNER                                           | Worcester                                   |                                                         |
| Heywoods                                      | GARDNER                                           | Worcester                                   |                                                         |
| Heywoods                                      | Rowe                                              | Franklin                                    |                                                         |
| Hicksville                                    | Dartmouth                                         | Bristol                                     |                                                         |
| High Head                                     | Provincetown                                      | Barnstable                                  | a.k.a. Peaked Hill                                      |
| High Plains                                   | Barre                                             | Worcester                                   |                                                         |
| High Rocks                                    | Blackstone                                        | Worcester                                   |                                                         |
| Highland                                      | Norfolk                                           | Norfolk                                     |                                                         |
| Highland                                      | SPRINGFIELD                                       | Hampden                                     | P.O.                                                    |
| Highland                                      | Truro                                             | Barnstable                                  |                                                         |
| Highland Lake Station                         | Norfolk                                           | Norfolk                                     |                                                         |
| Highland Light                                | Truro                                             | Barnstable                                  |                                                         |
| Highland Park                                 | Avon                                              | Norfolk                                     |                                                         |
| Highland Park                                 | HOLYOKE                                           | Hampden                                     |                                                         |
| Highland Terrace                              | BROCKTON                                          | Plymouth                                    |                                                         |
| Highlands                                     | FALL RIVER                                        | Bristol                                     |                                                         |
| Highlands                                     | Haverhill                                         | Essex                                       |                                                         |
| Highlands                                     | LOWELL                                            | Middlesex P.O.                              |                                                         |
| Highlands                                     | LYNN                                              | Essex                                       |                                                         |
| Highlands                                     | Marshfield                                        | Plymouth                                    | now Marshfield Hills                                    |
| Highlands                                     | MELROSE                                           | Middlesex                                   |                                                         |
| Highlands                                     | Merrimac                                          | Essex                                       |                                                         |
| Highlands                                     | Middleborough                                     | Plymouth                                    |                                                         |
| Highlands                                     | Norfolk                                           | Norfolk                                     |                                                         |
| Highlands                                     | Oak Bluffs                                        | Dukes                                       |                                                         |
| Highlands Lake                                | Norfolk                                           | Norfolk                                     |                                                         |
| Highlands Station                             | Winthrop                                          | Suffolk                                     |                                                         |
| Highlands Station                             | WOBURN                                            | Middlesex                                   | RR station & locality                                   |
| Highlandville                                 | Needham                                           | Norfolk                                     |                                                         |
| Hill Crossing                                 | Belmont                                           | Middlesex                                   | former RR station                                       |
| Hillsboro                                     | Leverett                                          | Franklin                                    | P.O.                                                    |
| Hillside                                      | Athol                                             | Worcester                                   |                                                         |
| Hillside                                      | Deerfield                                         | Franklin                                    |                                                         |
| Hillside                                      | North Attleborough                                | Bristol                                     | former station                                          |
| Hillsville                                    | Spencer                                           | Worcester                                   |                                                         |
| Hockanum                                      | Hadley                                            | Hampshire                                   |                                                         |
| Hockanum                                      | Yarmouth                                          | Barnstable                                  |                                                         |
| Hodges Village                                | Oxford                                            | Worcester                                   |                                                         |
| Hoggsback                                     | Truro                                             | Barnstable                                  |                                                         |
| Hollingsworth Station                         | Pepperell                                         | Middlesex                                   | former RR station                                       |
| Hollywood                                     | Mattapoisett                                      | Plymouth                                    |                                                         |
| Holmes Neighborhood                           | North Attleborough                                | Bristol                                     |                                                         |
| Holt                                          | Andover                                           | Essex                                       |                                                         |
| Holtshire                                     | Orange                                            | Franklin                                    |                                                         |
| Holyoke                                       | Belchertown                                       | Hampshire                                   |                                                         |
| Homestead                                     | Chelmsford                                        | Middlesex                                   |                                                         |
| Honeypot                                      | Norfolk                                           | Norfolk                                     |                                                         |
| Hooker District                               | SOUTHBRIDGE                                       | Worcester                                   |                                                         |
| Hoosac                                        | Deerfield                                         | Franklin                                    |                                                         |
| Hoosac Tunnel Station                         | Florida                                           | Berkshire                                   |                                                         |
| Hoosac Tunnel Village                         | Florida                                           | Berkshire                                   |                                                         |
| Hopeville                                     | TAUNTON                                           | Bristol                                     |                                                         |
| Hopeville                                     | WORCESTER                                         | Worcester                                   |                                                         |
| Horn Pond                                     | Becket                                            | Berkshire                                   |                                                         |
| Horn Pond                                     | WOBURN                                            | Middlesex                                   |                                                         |
| Horse Neck Beach                              | Westport                                          | Bristol                                     |                                                         |
| Horton Signal                                 | Rehoboth                                          | Bristol                                     |                                                         |
| Hortonville                                   | Swansea                                           | Bristol                                     |                                                         |
| Hough's Neck                                  | QUINCY                                            | Norfolk                                     |                                                         |
| Houghtonville                                 | Clarksburg                                        | Berkshire                                   |                                                         |
| Houghtonville                                 | NORTH ADAMS                                       | Berkshire                                   |                                                         |
| Hovenden Park                                 | BROCKTON                                          | Plymouth                                    |                                                         |
| Howarths Station                              | Oxford                                            | Worcester                                   | former RR station                                       |
| Howe Station                                  | Middleton                                         | Essex                                       | former station                                          |
| Howe Village                                  | Boxford                                           | Essex                                       |                                                         |
| Howesville                                    | Ashfield                                          | Franklin                                    |                                                         |
| Howland Station                               | Lakeville                                         | Plymouth                                    | former RR station                                       |
| Howlands                                      | Adams                                             | Berkshire                                   | former name, now Zylonite                               |
| Hubbard Corners                               | AGAWAM                                            | Hampden                                     |                                                         |
| Huckle Hill                                   | Bernardston                                       | Franklin                                    |                                                         |
| Huff's Mill                                   | Pepperell                                         | Middlesex                                   |                                                         |
| Huntsville                                    | Huntington                                        | Hampshire                                   |                                                         |
| Hut Meadow                                    | Cheshire                                          | Berkshire                                   |                                                         |
| Hyannis Port                                  | BARNSTABLE                                        | Barnstable                                  |                                                         |
| Hyde Park                                     | BOSTON                                            | Suffolk                                     |                                                         |
| Hydeville                                     | Winchendon                                        | Worcester                                   |                                                         |
| Iceville                                      | SPRINGFIELD                                       | Hampden                                     |                                                         |
| Indian Hill                                   | WORCESTER                                         | Worcester                                   |                                                         |
| Indian Meeting House                          | Mashpee                                           | Barnstable                                  |                                                         |
| Indian Town                                   | FALL RIVER                                        | Bristol                                     |                                                         |
| Ingalls Station                               | North Andover                                     | Essex                                       | station & locality                                      |
| Ingalls Station                               | Winthrop                                          | Suffolk                                     |                                                         |
| Ingalside                                     | HOLYOKE                                           | Hampden                                     |                                                         |
| Inglewood                                     | METHUEN                                           | Essex                                       |                                                         |
| Inman Square                                  | CAMBRIDGE                                         | Middlesex                                   |                                                         |
| Interlachen                                   | FALL RIVER                                        | Bristol                                     |                                                         |
| Intervale                                     | Athol                                             | Worcester                                   |                                                         |
| Intervale Park                                | BROCKTON                                          | Plymouth                                    |                                                         |
| Ireland Parish                                | HOLYOKE                                           | Hampden                                     | former locality name                                    |
| Ireland Street                                | Chesterfield                                      | Hampshire                                   |                                                         |
| Iron Works                                    | Bridgewater and West Bridgewater                  | Plymouth                                    | on town line                                            |
| Ironstone                                     | Uxbridge                                          | Worcester                                   |                                                         |
| Island Creek                                  | Duxbury                                           | Plymouth                                    |                                                         |
| Island Park Station                           | Haverhill                                         | Essex                                       |                                                         |
| Islington                                     | Westwood                                          | Norfolk                                     | near Dedham line                                        |
| Jacksonville                                  | FITCHBURG                                         | Worcester                                   |                                                         |
| Jamaica Plain                                 | BOSTON                                            | Suffolk                                     |                                                         |
| Jamesville                                    | WORCESTER                                         | Worcester                                   |                                                         |
| Japan                                         | Bridgewater                                       | Plymouth                                    |                                                         |
| Jefferson                                     | Holden                                            | Worcester                                   |                                                         |
| Jeffries Point                                | BOSTON                                            | Suffolk                                     | in East Boston                                          |
| Jenksville                                    | SPRINGFIELD                                       | Hampden                                     |                                                         |
| Jericho                                       | Dalton                                            | Berkshire                                   |                                                         |
| Jericho                                       | Dudley                                            | Worcester                                   |                                                         |
| Jerusalem                                     | Dedham                                            | Norfolk                                     |                                                         |
| Jerusalem                                     | Tyringham                                         | Berkshire                                   |                                                         |
| Jerusalem                                     | West Bridgewater                                  | Plymouth                                    |                                                         |
| John's Pond                                   | Carver                                            | Plymouth                                    |                                                         |
| Jones' Nose                                   | Cheshire                                          | Berkshire                                   |                                                         |
| Joppa                                         | GLOUCESTER                                        | Essex                                       |                                                         |
| Joppa                                         | NEWBURYPORT                                       | Essex                                       |                                                         |
| Joslinville                                   | Townsend                                          | Middlesex                                   |                                                         |
| Judson                                        | Raynham                                           | Bristol                                     |                                                         |
| Junction Station                              | PITTSFIELD                                        | Berkshire                                   |                                                         |
| Justice Hill                                  | Sterling                                          | Worcester                                   |                                                         |
| Katama                                        | Edgartown                                         | Dukes                                       | near South Beach                                        |
| Keephikkon                                    | Chilmark                                          | Dukes                                       |                                                         |
| Kempton Park                                  | Dartmouth                                         | Bristol                                     |                                                         |
| Kempville                                     | NORTH ADAMS                                       | Berkshire                                   |                                                         |
| Kenberma                                      | Hull                                              | Plymouth                                    | P.O. & locality                                         |
| Kendall Green Station                         | Weston                                            | Middlesex                                   |                                                         |
| Kendall Hill                                  | Sterling                                          | Worcester                                   |                                                         |
| Kendall Square                                | CAMBRIDGE                                         | Middlesex                                   | P.O. & locality                                         |
| Kenersonville                                 | NEW BEDFORD                                       | Bristol                                     | former locality name                                    |
| Kenkaport                                     | New Marlborough                                   | Berkshire                                   |                                                         |
| Kenmore Square                                | BOSTON                                            | Suffolk                                     |                                                         |
| Kenney Mills                                  | Wareham                                           | Plymouth                                    |                                                         |
| Kenwood                                       | Dracut                                            | Middlesex                                   |                                                         |
| Kenwood                                       | Saugus                                            | Essex                                       |                                                         |
| Kettle Cove                                   | Manchester-by-the-Sea                             | Essex                                       |                                                         |
| Kingdom                                       | PEABODY                                           | Essex                                       |                                                         |
| Kingsbury District                            | Webster                                           | Worcester                                   |                                                         |
| Kingscroft                                    | PEABODY                                           | Essex                                       |                                                         |
| Kittredgeville                                | Dalton                                            | Berkshire                                   |                                                         |
| Klondike                                      | Groveland                                         | Essex                                       |                                                         |
| Knightville                                   | Huntington                                        | Hampshire                                   |                                                         |
| Knollwood                                     | Sharon                                            | Norfolk                                     | former RR station                                       |
| Konkapot                                      | New Marlborough                                   | Berkshire                                   |                                                         |
| Lake Attitash                                 | AMESBURY                                          | Essex                                       |                                                         |
| Lake Boone Station                            | Stow                                              | Middlesex                                   |                                                         |
| Lake Crossing                                 | Wellesley                                         | Norfolk                                     | former RR station                                       |
| Lake Mahkeenac                                | Stockbridge                                       | Berkshire                                   | a.k.a. Stockbridge Bowl                                 |
| Lake Park                                     | Athol                                             | Worcester                                   |                                                         |
| Lake Pearl Station                            | Wrentham                                          | Norfolk                                     |                                                         |
| Lake Pleasant                                 | Montague                                          | Franklin                                    |                                                         |
| Lake Street Station                           | Arlington                                         | Middlesex                                   |                                                         |
| Lake View                                     | WORCESTER                                         | Worcester                                   |                                                         |
| Lake Walden                                   | Concord                                           | Middlesex                                   |                                                         |
| Lakemont                                      | WORCESTER                                         | Worcester                                   |                                                         |
| Lakeside                                      | Lakeville                                         | Plymouth                                    |                                                         |
| Lakeside                                      | LYNN                                              | Essex                                       |                                                         |
| Lakeview                                      | Foxborough                                        | Norfolk                                     |                                                         |
| Lakeview                                      | Foxborough                                        | Norfolk                                     | formerly Donkeyville                                    |
| Lakeview                                      | Tewksbury                                         | Middlesex                                   |                                                         |
| Lakeville                                     | Belchertown                                       | Hampshire                                   |                                                         |
| Lakeville                                     | Essex                                             | Essex                                       |                                                         |
| Lakeville                                     | Shirley                                           | Middlesex                                   |                                                         |
| Lamb City                                     | Phillipston                                       | Worcester                                   |                                                         |
| Lambert's Cove                                | West Tisbury                                      | Dukes                                       |                                                         |
| Lamedville                                    | Auburn                                            | Worcester                                   |                                                         |
| Lane Village                                  | Ashburnham                                        | Worcester                                   |                                                         |
| Lanesville                                    | GLOUCESTER                                        | Essex                                       |                                                         |
| Lanesville                                    | North Attleborough                                | Bristol                                     | a.k.a. Adamsdale                                        |
| Larchwood                                     | CAMBRIDGE                                         | Middlesex                                   |                                                         |
| Larnedville                                   | Oxford                                            | Worcester                                   |                                                         |
| Laurel                                        | Belchertown                                       | Hampshire                                   |                                                         |
| Laurel Park                                   | NORTHAMPTON                                       | Hampshire                                   |                                                         |
| Lawrence Station                              | TAUNTON                                           | Bristol                                     |                                                         |
| Leadmine                                      | Sturbridge                                        | Worcester                                   |                                                         |
| Lebanon Mills                                 | Seekonk                                           | Bristol                                     |                                                         |
| Lechmere Point                                | CAMBRIDGE                                         | Middlesex                                   |                                                         |
| Lechmere Square                               | CAMBRIDGE                                         | Middlesex                                   |                                                         |
| Ledgeville                                    | Petersham                                         | Worcester                                   |                                                         |
| Leesville                                     | WORCESTER                                         | Worcester                                   |                                                         |
| Lelandsville                                  | Charlton                                          | Worcester                                   |                                                         |
| Lenox Dale                                    | Lenox                                             | Berkshire                                   |                                                         |
| Lensdale                                      | SOUTHBRIDGE                                       | Worcester                                   |                                                         |
| Leyden Park                                   | BROCKTON                                          | Plymouth                                    |                                                         |
| Liberty                                       | Belchertown                                       | Hampshire                                   |                                                         |
| Liberty Plain                                 | Hingham                                           | Plymouth                                    |                                                         |
| Lighting Bug                                  | Cummington                                        | Hampshire                                   |                                                         |
| Lincoln Hill                                  | Cohasset                                          | Norfolk                                     |                                                         |
| Lincoln Square                                | WORCESTER                                         | Worcester                                   |                                                         |
| Linden Station                                | MALDEN                                            | Middlesex                                   |                                                         |
| Lindenwood Station                            | Stoneham                                          | Middlesex                                   |                                                         |
| Line                                          | Colrain                                           | Franklin                                    |                                                         |
| Line Brook                                    | Ipswich                                           | Essex                                       |                                                         |
| Linwood                                       | Northbridge                                       | Worcester                                   |                                                         |
| Linwood                                       | Uxbridge                                          | Worcester                                   |                                                         |
| Lithia                                        | Goshen                                            | Hampshire                                   |                                                         |
| Little Bridge                                 | Marshfield                                        | Plymouth                                    |                                                         |
| Little Canada                                 | LOWELL                                            | Middlesex                                   |                                                         |
| Little Neck                                   | Ipswich                                           | Essex                                       | P.O.                                                    |
| Little Pond                                   | Edgartown                                         | Dukes                                       |                                                         |
| Little Rest                                   | Brimfield                                         | Hampden                                     |                                                         |
| Little River                                  | WESTFIELD                                         | Hampden                                     |                                                         |
| Littleton Common                              | Littleton                                         | Middlesex                                   |                                                         |
| Littletown                                    | Marshfield                                        | Plymouth                                    |                                                         |
| Littleville                                   | Chester                                           | Hampden                                     |                                                         |
| Loblolley                                     | GLOUCESTER                                        | Essex                                       |                                                         |
| Lock Village                                  | Shutesbury                                        | Franklin                                    |                                                         |
| Lockerville                                   | Framingham                                        | Middlesex                                   |                                                         |
| Lokerville                                    | Wayland                                           | Middlesex                                   |                                                         |
| Long Hill                                     | Bolton                                            | Worcester                                   |                                                         |
| Long Hill                                     | Edgartown                                         | Dukes                                       |                                                         |
| Long Island                                   | BOSTON                                            | Suffolk                                     | P.O.                                                    |
| Long Nook                                     | Truro                                             | Barnstable                                  |                                                         |
| Long Plain                                    | Acushnet                                          | Bristol                                     |                                                         |
| Long Point                                    | Provincetown                                      | Barnstable                                  |                                                         |
| Long Pond                                     | Eastham                                           | Barnstable                                  |                                                         |
| Longwood                                      | Brookline                                         | Norfolk                                     |                                                         |
| Longwood Medical Area                         | BOSTON                                            | Suffolk                                     |                                                         |
| Lonicut                                       | ATTLEBORO                                         | Bristol                                     |                                                         |
| Loraine                                       | NORTH ADAMS                                       | Berkshire                                   |                                                         |
| Loring Avenue Station                         | SALEM                                             | Essex                                       |                                                         |
| Loudville                                     | EASTHAMPTON                                       | Hampshire                                   |                                                         |
| Loudville                                     | Westhampton                                       | Hampshire                                   |                                                         |
| Lovell Corners                                | WEYMOUTH                                          | Norfolk                                     |                                                         |
| Lovell’s Island                               | BOSTON                                            | Suffolk                                     |                                                         |
| Lovellville                                   | Holden                                            | Worcester                                   |                                                         |
| Lowell Junction Station                       | Andover                                           | Essex                                       |                                                         |
| Lower Bakersville                             | PITTSFIELD                                        | Berkshire                                   |                                                         |
| Lower Falls                                   | NEWTON                                            | Middlesex                                   |                                                         |
| Lower Mills                                   | Milton and BOSTON (Dorchester)                    | Norfolk and Suffolk                         |                                                         |
| Lower Plain                                   | Hingham                                           | Plymouth                                    |                                                         |
| Lower Port                                    | CAMBRIDGE                                         | Middlesex                                   |                                                         |
| Lower Village                                 | Stow                                              | Middlesex                                   |                                                         |
| Lower Wire Village                            | Spencer                                           | Worcester                                   | a.k.a. Proutyville                                      |
| Ludlow City                                   | Granby                                            | Hampshire                                   |                                                         |
| Lymanville                                    | North Attleborough                                | Bristol                                     |                                                         |
| Lynnhurst                                     | LYNN                                              | Essex                                       |                                                         |
| Lynnhurst                                     | Saugus                                            | Essex                                       |                                                         |
| Lyons Village                                 | Monson                                            | Hampden                                     |                                                         |
| Lyonsville                                    | Colrain                                           | Franklin                                    |                                                         |
| Machine Shop                                  | North Andover                                     | Essex                                       | former RR station                                       |
| Madaket                                       | Nantucket                                         | Nantucket                                   |                                                         |
| Magnolia                                      | GLOUCESTER                                        | Essex                                       | P.O. & locality                                         |
| Main Street                                   | Billerica                                         | Middlesex                                   | former RR station                                       |
| Manchaug Sutton                               | Worcester                                         | P.O. & locality                             |                                                         |
| Mann's Crossing                               | Ashburnham                                        | Worcester                                   |                                                         |
| Mannville                                     | Leicester                                         | Worcester                                   |                                                         |
| Manomet                                       | Plymouth                                          | Plymouth                                    | P.O.                                                    |
| Maple Grove                                   | Adams                                             | Berkshire                                   | formerly Arnoldsville                                   |
| Maple Terrace                                 | HOLYOKE                                           | Hampden                                     |                                                         |
| Mapleville                                    | Wenham                                            | Essex                                       |                                                         |
| Maplewood                                     | FALL RIVER                                        | Bristol                                     |                                                         |
| Maplewood Station                             | MALDEN                                            | Middlesex                                   | RR station & locality                                   |
| Maravista                                     | Falmouth                                          | Barnstable                                  |                                                         |
| Marble Village                                | Sutton                                            | Worcester                                   |                                                         |
| Marblehead Neck                               | Marblehead                                        | Essex                                       |                                                         |
| Marbleridge Station                           | North Andover                                     | Essex                                       |                                                         |
| Marland Village                               | Andover                                           | Essex                                       |                                                         |
| Marlborough                                   | Georgetown                                        | Essex                                       |                                                         |
| Marlborough Junction                          | MARLBOROUGH                                       | Middlesex                                   |                                                         |
| Mars Hill                                     | Marshfield                                        | Plymouth                                    |                                                         |
| Marshall's Corner                             | BROCKTON                                          | Plymouth                                    |                                                         |
| Marshfield Hills                              | Marshfield                                        | Plymouth                                    | formerly Highlands                                      |
| Martin Park                                   | FRANKLIN                                          | Norfolk                                     |                                                         |
| Martin's Pond                                 | North Reading                                     | Middlesex                                   |                                                         |
| Mashnee Island                                | Bourne                                            | Barnstable                                  |                                                         |
| Matfield                                      | East Bridgewater                                  | Plymouth                                    |                                                         |
| Mattapan                                      | BOSTON                                            | Suffolk                                     |                                                         |
| Mattapoisette Neck                            | Mattapoisett                                      | Plymouth                                    |                                                         |
| Mayflower Heights                             | Provincetown                                      | Barnstable                                  |                                                         |
| Mayflower Park                                | BRAINTREE                                         | Norfolk                                     |                                                         |
| Maywood                                       | Auburn                                            | Worcester                                   | former RR station                                       |
| Meadow Brook                                  | AMESBURY.                                         | Essex                                       |                                                         |
| Meadowbrook                                   | Norton                                            | Bristol                                     | former RR station                                       |
| Meadows                                       | Sunderland                                        | Franklin                                    |                                                         |
| Meadowview                                    | North Reading                                     | Middlesex                                   | former RR station                                       |
| Mechanicsville                                | ATTLEBORO                                         | Bristol                                     |                                                         |
| Mechanicsville                                | Bellingham                                        | Norfolk                                     |                                                         |
| Mechanicsville                                | FALL RIVER                                        | Bristol                                     |                                                         |
| Medford Hillside                              | MEDFORD                                           | Middlesex                                   |                                                         |
| Meeting House Hill                            | BOSTON                                            | Suffolk                                     | in Dorchester                                           |
| Meeting House Hill                            | Sterling                                          | Worcester                                   |                                                         |
| Megansett                                     | Falmouth                                          | Barnstable                                  |                                                         |
| Menauhant                                     | Falmouth                                          | Barnstable                                  |                                                         |
| Menemsha-Indian Wawaytick                     | Chilmark                                          | Dukes                                       |                                                         |
| Menlo Park                                    | BROCKTON                                          | Plymouth                                    |                                                         |
| Merino Village                                | Webster                                           | Worcester                                   |                                                         |
| Merrick                                       | WEST SPRINGFIELD                                  | Hampden                                     |                                                         |
| Merrimacport                                  | Merrimac                                          | Essex                                       |                                                         |
| Merrymount                                    | QUINCY                                            | Norfolk                                     |                                                         |
| Metcalf                                       | Holliston                                         | Middlesex                                   |                                                         |
| Mica Mill                                     | Chester                                           | Hampden                                     |                                                         |
| Mid Cambridge                                 | CAMBRIDGE                                         | Middlesex                                   |                                                         |
| Middlesex Fells                               | MALDEN                                            | Middlesex                                   |                                                         |
| Middlesex Village                             | LOWELL                                            | Middlesex                                   |                                                         |
| Middleton                                     | Yarmouth                                          | Barnstable                                  |                                                         |
| Miles River Station                           | Hamilton                                          | Essex                                       |                                                         |
| Mill & Barre                                  | Deerfield                                         | Franklin                                    |                                                         |
| Mill Hill                                     | Edgartown                                         | Dukes                                       |                                                         |
| Mill Pond Bluff                               | Chatham                                           | Barnstable                                  |                                                         |
| Mill River                                    | Deerfield                                         | Franklin                                    |                                                         |
| Mill River                                    | New Marlborough                                   | Berkshire                                   |                                                         |
| Mill Valley                                   | Amherst                                           | Hampshire                                   |                                                         |
| Mill Valley                                   | Belchertown                                       | Hampshire                                   |                                                         |
| Mill Village                                  | Ashby                                             | Middlesex                                   |                                                         |
| Mill Village                                  | Dedham                                            | Norfolk                                     |                                                         |
| Mill Village                                  | Deerfield                                         | Franklin                                    |                                                         |
| Mill Village                                  | Sudbury                                           | Middlesex                                   |                                                         |
| Millbrook                                     | Duxbury                                           | Plymouth                                    | P.O.                                                    |
| Miller Street Station                         | Ludlow                                            | Hampden                                     |                                                         |
| Millers Falls                                 | Erving                                            | Franklin                                    | near Montague line                                      |
| Millerville                                   | Blackstone                                        | Worcester                                   |                                                         |
| Millington                                    | New Salem                                         | Franklin                                    | P.O.                                                    |
| Millvale                                      | Haverhill                                         | Essex                                       |                                                         |
| Millville                                     | Blackstone                                        | Worcester                                   |                                                         |
| Millwood                                      | Framingham                                        | Middlesex                                   |                                                         |
| Milward                                       | Charlton                                          | Worcester                                   |                                                         |
| Milwood                                       | Rowley                                            | Essex                                       |                                                         |
| Mishamet Point                                | Dartmouth                                         | Bristol                                     |                                                         |
| Mishawum Station                              | WOBURN                                            | Middlesex                                   |                                                         |
| Mission Hill                                  | BOSTON                                            | Suffolk                                     |                                                         |
| Mitchellville                                 | Ayer                                              | Middlesex                                   |                                                         |
| Mittineague                                   | WEST SPRINGFIELD                                  | Hampden                                     |                                                         |
| Monatiquot Heights                            | BRAINTREE                                         | Norfolk                                     | now Braintree Highlands                                 |
| Money Hill                                    | Wellfleet                                         | Barnstable                                  |                                                         |
| Money Hole Hill                               | HOLYOKE                                           | Hampden                                     |                                                         |
| Monomoy Island                                | Chatham                                           | Barnstable                                  |                                                         |
| Monponset Station                             | Hanson                                            | Plymouth                                    | P.O.                                                    |
| Montclair Station                             | QUINCY                                            | Norfolk                                     |                                                         |
| Montello                                      | BROCKTON                                          | Plymouth                                    | P.O. & locality                                         |
| Montrose                                      | Wakefield                                         | Middlesex                                   |                                                         |
| Montserrat                                    | BEVERLY                                           | Essex                                       |                                                         |
| Montvale Station                              | WOBURN                                            | Middlesex                                   |                                                         |
| Montville                                     | Sandisfield                                       | Berkshire                                   | P.O. & locality                                         |
| Montwait                                      | Framingham                                        | Middlesex                                   | former RR station                                       |
| Montwayte                                     | Framingham                                        | Middlesex                                   |                                                         |
| Moody Corner                                  | Granby                                            | Hampshire                                   |                                                         |
| Moores Corner                                 | Leverett                                          | Franklin                                    |                                                         |
| Morgan's Crossing                             | New Salem                                         | Franklin                                    | former RR station                                       |
| Morningdale                                   | Boylston                                          | Worcester                                   | P.O.                                                    |
| Morningside                                   | PITTSFIELD                                        | Berkshire                                   |                                                         |
| Morningside                                   | WORCESTER                                         | Worcester                                   |                                                         |
| Morrils Station                               | Norwood                                           | Norfolk                                     |                                                         |
| Morse District                                | SOUTHBRIDGE                                       | Worcester                                   |                                                         |
| Morse's Corner                                | BROCKTON                                          | Plymouth                                    |                                                         |
| Morseville                                    | Charlton                                          | Worcester                                   |                                                         |
| Morseville                                    | NATICK                                            | Middlesex                                   |                                                         |
| Morton Station                                | Charlton                                          | Worcester                                   |                                                         |
| Moscow                                        | West Stockbridge                                  | Berkshire                                   |                                                         |
| Moultonville                                  | NEWBURYPORT                                       | Essex                                       |                                                         |
| Mount Auburn Station                          | CAMBRIDGE                                         | Middlesex                                   | near WATERTOWN line                                     |
| Mount Bowdoin                                 | BOSTON                                            | Suffolk                                     |                                                         |
| Mount Hermon                                  | Gill                                              | Franklin                                    |                                                         |
| Mount Hermon                                  | Northfield                                        | Franklin                                    |                                                         |
| Mount Hood                                    | MELROSE                                           | Middlesex                                   |                                                         |
| Mount Hope Station                            | BOSTON                                            | Suffolk                                     | West Roxbury                                            |
| Mount Pleasant                                | BOSTON                                            | Suffolk                                     | Roxbury                                                 |
| Mount Pleasant                                | Dracut                                            | Middlesex                                   |                                                         |
| Mount Saint James                             | WORCESTER                                         | Worcester                                   |                                                         |
| Mount Section                                 | FRANKLIN                                          | Norfolk                                     |                                                         |
| Mount Tom                                     | Easthampton and Northampton                       | Hampshire                                   |                                                         |
| Mount Wachusett                               | Princeton                                         | Worcester                                   |                                                         |
| Mount Washington                              | EVERETT                                           | Middlesex                                   |                                                         |
| Muddy Brook                                   | Cheshire                                          | Berkshire                                   |                                                         |
| Muggett                                       | Charlton                                          | Worcester                                   |                                                         |
| Munroe Station                                | Lexington                                         | Middlesex                                   |                                                         |
| Muschopauge                                   | Rutland                                           | Worcester                                   | former RR station                                       |
| Musterfield                                   | Abington                                          | Plymouth                                    |                                                         |
| Muttock                                       | Middleborough                                     | Plymouth                                    |                                                         |
| Myricks                                       | Berkley                                           | Bristol                                     |                                                         |
| Nabnasset                                     | Westford                                          | Middlesex                                   | P.O.                                                    |
| Namequoit                                     | Orleans                                           | Barnstable                                  |                                                         |
| Namskaket                                     | Orleans                                           | Barnstable                                  |                                                         |
| Nanapashemet                                  | Marblehead                                        | Essex                                       |                                                         |
| Nantasket                                     | Hull                                              | Plymouth                                    |                                                         |
| Nantasket Beach                               | Hull                                              | Plymouth                                    |                                                         |
| Nantasket Junction                            | Hingham                                           | Plymouth                                    | R. R. Station                                           |
| Nashaquitsa                                   | Chilmark                                          | Dukes                                       |                                                         |
| Nashawena                                     | Gosnold                                           | Dukes                                       |                                                         |
| Nashoba                                       | Westford                                          | Middlesex                                   |                                                         |
| Nasketucket                                   | Fairhaven                                         | Bristol                                     |                                                         |
| Naukeag                                       | Ashburnham                                        | Worcester                                   | former RR station                                       |
| Nauset Beach                                  | Eastham                                           | Barnstable                                  |                                                         |
| Nausett                                       | Eastham                                           | Barnstable                                  |                                                         |
| Naushon                                       | Gosnold                                           | Dukes                                       |                                                         |
| Navy Yard                                     | Dracut                                            | Middlesex                                   |                                                         |
| Navy Yard                                     | Natick                                            | Middlesex                                   |                                                         |
| Nebnasset                                     | Westford                                          | Middlesex                                   |                                                         |
| Nebraska Plain                                | Natick                                            | Middlesex                                   |                                                         |
| Neck                                          | Chatham                                           | Barnstable                                  |                                                         |
| Needham Corner                                | PEABODY                                           | Essex                                       |                                                         |
| Needham Highlands                             | Needham                                           | Norfolk                                     | a.k.a. Highlandville                                    |
| Neighborly Newton                             | WORCESTER                                         | Worcester                                   |                                                         |
| Nemasket                                      | Middleborough                                     | Plymouth                                    |                                                         |
| Neponset                                      | BOSTON                                            | Suffolk                                     | former station in Dorchester                            |
| New Boston                                    | Dennis                                            | Barnstable                                  |                                                         |
| New Boston                                    | Dracut                                            | Middlesex                                   |                                                         |
| New Boston                                    | Fairhaven                                         | Bristol                                     |                                                         |
| New Boston                                    | FALL RIVER                                        | Bristol                                     |                                                         |
| New Boston                                    | Framingham                                        | Middlesex                                   | now known as Nobscot                                    |
| New Boston                                    | North Attleborough                                | Bristol                                     |                                                         |
| New Boston                                    | Rutland                                           | Worcester                                   |                                                         |
| New Boston                                    | Sandisfield                                       | Berkshire                                   | P.O. & locality                                         |
| New Boston                                    | Winchendon                                        | Worcester                                   |                                                         |
| New City                                      | Blackstone                                        | Worcester                                   |                                                         |
| New City                                      | EASTHAMPTON                                       | Hampshire                                   |                                                         |
| New Dublin                                    | Cheshire                                          | Berkshire                                   |                                                         |
| New Jerusalem                                 | Clinton                                           | Worcester                                   |                                                         |
| New Lenox                                     | Lenox                                             | Berkshire                                   | P.O.                                                    |
| New Leverett                                  | Leverett                                          | Franklin                                    |                                                         |
| New Maine                                     | Foxborough                                        | Norfolk                                     |                                                         |
| New State                                     | Foxborough                                        | Norfolk                                     |                                                         |
| Newell                                        | Groton                                            | Middlesex                                   | former station                                          |
| Newton Street                                 | WALTHAM                                           | Middlesex                                   | former station                                          |
| Nichewaug                                     | Petersham                                         | Worcester                                   |                                                         |
| Nicholsville                                  | Hubbardston                                       | Worcester                                   |                                                         |
| Nine Acre Corner                              | Concord                                           | Middlesex                                   |                                                         |
| Nine Acre Corner                              | Sudbury                                           | Middlesex                                   |                                                         |
| Nippenicket Park                              | Bridgewater                                       | Plymouth                                    |                                                         |
| Nissitisset                                   | Pepperell                                         | Middlesex                                   |                                                         |
| Nobscot                                       | Framingham                                        | Middlesex                                   |                                                         |
| Nockset                                       | Gosnold                                           | Dukes                                       |                                                         |
| Nonantum Hill                                 | BOSTON                                            | Suffolk                                     |                                                         |
| Nonquitt                                      | Dartmouth                                         | Bristol                                     |                                                         |
| Norfolk Downs                                 | QUINCY                                            | Norfolk                                     | P.O. & locality                                         |
| North Abington                                | Abington                                          | Plymouth                                    |                                                         |
| North Acton                                   | Acton                                             | Middlesex                                   |                                                         |
| North Ashburnham                              | Ashburnham                                        | Worcester                                   |                                                         |
| North Becket                                  | Becket                                            | Berkshire                                   |                                                         |
| North Bellingham                              | Bellingham                                        | Norfolk                                     |                                                         |
| North Bernardston                             | Bernardston                                       | Franklin                                    |                                                         |
| North Beverly                                 | BEVERLY                                           | Essex                                       |                                                         |
| North Blandford                               | Blandford                                         | Hampden                                     |                                                         |
| North Brewster                                | Brewster                                          | Barnstable                                  |                                                         |
| North Bridge                                  | Huntington                                        | Hampshire                                   |                                                         |
| North Cambridge                               | CAMBRIDGE                                         | Middlesex                                   |                                                         |
| North Carver                                  | Carver                                            | Plymouth                                    | P.O.                                                    |
| North Charlton                                | Charlton                                          | Worcester                                   |                                                         |
| North Chatham                                 | Chatham                                           | Barnstable                                  |                                                         |
| North Chelmsford                              | Chelmsford                                        | Middlesex                                   |                                                         |
| North Cheshire                                | Cheshire                                          | Berkshire                                   |                                                         |
| North Chester                                 | Chester                                           | Hampden                                     |                                                         |
| North Chicopee                                | CHICOPEE                                          | Hampden                                     |                                                         |
| North Cohasset                                | Cohasset                                          | Norfolk                                     |                                                         |
| North Common                                  | Westminster                                       | Worcester                                   |                                                         |
| North Dartmouth                               | Dartmouth                                         | Bristol                                     |                                                         |
| North Dennis                                  | Dennis                                            | Barnstable                                  |                                                         |
| North Dighton                                 | Dighton                                           | Bristol                                     |                                                         |
| North Duxbury                                 | Duxbury                                           | Plymouth                                    |                                                         |
| North Easton                                  | Easton                                            | Bristol                                     | P.O.                                                    |
| North Egremont                                | Egremont                                          | Berkshire                                   |                                                         |
| North End                                     | BOSTON                                            | Suffolk                                     |                                                         |
| North End                                     | Essex                                             | Essex                                       |                                                         |
| North Farms                                   | NORTHAMPTON                                       | Hampshire                                   |                                                         |
| North Foxborough                              | Foxborough                                        | Norfolk                                     |                                                         |
| North Framingham                              | Framingham                                        | Middlesex                                   |                                                         |
| North Franklin                                | FRANKLIN                                          | Norfolk                                     |                                                         |
| North Hadley                                  | Hadley                                            | Hampshire                                   |                                                         |
| North Longyard                                | Southwick                                         | Hampden                                     |                                                         |
| North Parish                                  | GREENFIELD                                        | Franklin                                    |                                                         |
| North Pocasset                                | Bourne                                            | Barnstable                                  |                                                         |
| North Quarter                                 | Concord                                           | Middlesex                                   |                                                         |
| North River                                   | Colrain                                           | Franklin                                    |                                                         |
| North Side                                    | Charlton                                          | Worcester                                   |                                                         |
| North Street Station                          | SALEM                                             | Essex                                       |                                                         |
| North Tisbury                                 | West Tisbury                                      | Dukes                                       |                                                         |
| North Village                                 | Lancaster                                         | Worcester                                   |                                                         |
| North Village                                 | Pepperell                                         | Middlesex                                   |                                                         |
| North Village                                 | Webster                                           | Worcester                                   |                                                         |
| North Wilbraham                               | Wilbraham                                         | Hampden                                     |                                                         |
| North Woods                                   | Holden                                            | Worcester                                   |                                                         |
| North Yarmouth                                | Manchester-by-the-Sea                             | Essex                                       |                                                         |
| Northville                                    | East Bridgewater                                  | Plymouth                                    |                                                         |
| Northville                                    | Whitman                                           | Plymouth                                    |                                                         |
| Northville                                    | WORCESTER                                         | Worcester                                   |                                                         |
| Norumbega Park                                | NEWTON                                            | Middlesex                                   |                                                         |
| Norwich                                       | Huntington                                        | Hampshire                                   |                                                         |
| Norwottuck                                    | Hadly                                             | Hampshire                                   |                                                         |
| Notch                                         | NORTH ADAMS                                       | Berkshire                                   |                                                         |
| Notown                                        | FITCHBURG                                         | Worcester                                   |                                                         |
| Notown                                        | Westminster                                       | Worcester                                   |                                                         |
| Nourse's Corner                               | Lancaster                                         | Worcester                                   |                                                         |
| Nutting Lake                                  | Billerica                                         | Middlesex                                   |                                                         |
| Nutting's Pond                                | Billerica                                         | Middlesex                                   | P.O.                                                    |
| Oak Grove                                     | MALDEN                                            | Middlesex                                   | station & locality                                      |
| Oak Grove Village                             | FALL RIVER                                        | Bristol                                     |                                                         |
| Oak Hill                                      | BROCKTON                                          | Plymouth                                    |                                                         |
| Oak Island Station                            | REVERE                                            | Suffolk                                     |                                                         |
| Oak Square                                    | BOSTON                                            | Suffolk                                     | in Brighton                                             |
| Oak Street Station                            | SPRINGFIELD                                       | Hampden                                     |                                                         |
| Oakdale                                       | Dedham                                            | Norfolk                                     |                                                         |
| Oakdale                                       | HOLYOKE                                           | Hampden                                     |                                                         |
| Oakdale                                       | Wareham                                           | Plymouth                                    |                                                         |
| Oakdale                                       | West Boylston                                     | Worcester                                   |                                                         |
| Oakland                                       | TAUNTON                                           | Bristol                                     |                                                         |
| Oakland                                       | West Boylston                                     | Worcester                                   |                                                         |
| Oakland Station                               | WOBURN                                            | Middlesex                                   |                                                         |
| Oaklands                                      | LOWELL                                            | Middlesex                                   |                                                         |
| Oaklands                                      | SPRINGFIELD                                       | Hampden                                     |                                                         |
| Oakside                                       | METHUEN                                           | Essex                                       |                                                         |
| Ocean Bluff                                   | Marshfield                                        | Plymouth                                    | P.O. & locality                                         |
| Ocean Heights                                 | Edgartown                                         | Dukes                                       |                                                         |
| Ocean Spray Station                           | Winthrop                                          | Suffolk                                     |                                                         |
| Ocean View                                    | Rockport                                          | Essex                                       |                                                         |
| Old Cambridge                                 | CAMBRIDGE                                         | Middlesex                                   |                                                         |
| Old City                                      | Townsend                                          | Middlesex                                   |                                                         |
| Old Colony House                              | Hingham                                           | Plymouth                                    | former RR station near Nantasket Junction               |
| Old Common                                    | Millbury                                          | Worcester                                   |                                                         |
| Old Deerfield                                 | Deerfield                                         | Franklin                                    |                                                         |
| Old Furnace                                   | Hardwick                                          | Worcester                                   |                                                         |
| Old Harbor                                    | Chatham                                           | Barnstable                                  |                                                         |
| Old Harbor Village                            | BOSTON                                            | Suffolk                                     |                                                         |
| Old Spain                                     | WEYMOUTH                                          | Norfolk                                     |                                                         |
| Old Town                                      | Newbury                                           | Essex                                       |                                                         |
| Old Town                                      | North Attleborough                                | Bristol                                     |                                                         |
| Olney Corners                                 | Charlton                                          | Worcester                                   |                                                         |
| Orchard Valley                                | Amherst                                           | Hampshire                                   |                                                         |
| Ordway Station                                | Hudson                                            | Middlesex                                   |                                                         |
| Oregon                                        | Ashland                                           | Middlesex                                   |                                                         |
| Oregon                                        | Southborough                                      | Worcester                                   | in Fayville                                             |
| Orient Heights                                | BOSTON                                            | Suffolk                                     | in East Boston                                          |
| Osgood                                        | Andover                                           | Essex                                       |                                                         |
| Otis Air Force Base                           | Falmouth                                          | Barnstable                                  |                                                         |
| Outer Brewster                                | Hull                                              | Plymouth                                    |                                                         |
| Over the River District                       | Brookfield                                        | Worcester                                   |                                                         |
| Overbrook                                     | Wellesley                                         | Norfolk                                     |                                                         |
| Oxford                                        | Fairhaven                                         | Bristol                                     |                                                         |
| Oxford Heights                                | Auburn                                            | Worcester                                   |                                                         |
| Oyster Harbors                                | BARNSTABLE                                        | Barnstable                                  |                                                         |
| Packachoag Hill                               | Auburn                                            | Worcester                                   |                                                         |
| Packardsville                                 | Pelham                                            | Hampshire                                   |                                                         |
| Packertown                                    | Wellfleet                                         | Barnstable                                  |                                                         |
| Padanaram                                     | Dartmouth                                         | Bristol                                     |                                                         |
| Paineburg                                     | Foxborough                                        | Norfolk                                     | a.k.a. Foxvale                                          |
| Pan                                           | Bolton                                            | Worcester                                   |                                                         |
| Pansy Park                                    | Belchertown                                       | Hampshire                                   | former RR station                                       |
| Paper Mill                                    | HAVERHILL                                         | Essex                                       | former RR station                                       |
| Paper Mill Village                            | Bridgewater                                       | Plymouth                                    | a.k.a. Pratt Town                                       |
| Paper Mill Village                            | Groton                                            | Middlesex                                   |                                                         |
| Paper Mills                                   | PEABODY                                           | Essex                                       |                                                         |
| Park Hill                                     | EASTHAMPTON                                       | Hampshire                                   |                                                         |
| Park Street                                   | North Reading                                     | Middlesex                                   | former RR station                                       |
| Park's Corner                                 | Framingham                                        | Middlesex                                   |                                                         |
| Parker District                               | Charlton                                          | Worcester                                   |                                                         |
| Parker Hill                                   | BOSTON                                            | Suffolk                                     |                                                         |
| Parker School House                           | Charlton                                          | Worcester                                   |                                                         |
| Parker's Mills                                | Oakham                                            | Worcester                                   |                                                         |
| Parker's Mills                                | Wareham                                           | Plymouth                                    |                                                         |
| Parkerville                                   | Westford                                          | Middlesex                                   |                                                         |
| Parksville                                    | Brimfield                                         | Hampden                                     |                                                         |
| Parkwood Beach                                | Wareham                                           | Plymouth                                    | P.O.                                                    |
| Parley Vale                                   | BOSTON                                            | Suffolk                                     |                                                         |
| Parlowtown                                    | Wareham                                           | Plymouth                                    |                                                         |
| Parting Ways                                  | Acushnet                                          | Bristol                                     |                                                         |
| Partridge Hill                                | Charlton                                          | Worcester                                   |                                                         |
| Partridgeville                                | Athol                                             | Worcester                                   |                                                         |
| Partridgeville                                | Templeton                                         | Worcester                                   |                                                         |
| Pasque                                        | Gosnold                                           | Dukes                                       |                                                         |
| Patch                                         | Auburn                                            | Worcester                                   |                                                         |
| Pattenville                                   | Billerica                                         | Middlesex                                   | on Tewksbury line                                       |
| Paugatuck                                     | WEST SPRINGFIELD                                  | Hampden                                     |                                                         |
| Pawmet                                        | Wellfleet                                         | Barnstable                                  |                                                         |
| Pawtucketville                                | LOWELL                                            | Middlesex                                   |                                                         |
| Payson Park                                   | Belmont                                           | Middlesex                                   |                                                         |
| Peaked Hill                                   | Chilmark                                          | Dukes                                       |                                                         |
| Peaked Hill                                   | Provincetown                                      | Barnstable                                  |                                                         |
| Pearl City                                    | Hadley                                            | Hampshire                                   |                                                         |
| Peasville                                     | Middleborough                                     | Plymouth                                    |                                                         |
| Pecksville                                    | Shelburne                                         | Franklin                                    |                                                         |
| Pecousic                                      | SPRINGFIELD                                       | Hampden                                     |                                                         |
| Pelham Hollow                                 | Pelham                                            | Hampshire                                   |                                                         |
| Pemberton                                     | Hull                                              | Plymouth                                    |                                                         |
| Penikese                                      | Gosnold                                           | Dukes                                       |                                                         |
| Perrins                                       | Seekonk                                           | Bristol                                     |                                                         |
| Perry Hill                                    | Acushnet                                          | Bristol                                     |                                                         |
| Perryville                                    | Dudley                                            | Worcester                                   |                                                         |
| Perryville                                    | Rehoboth                                          | Bristol                                     |                                                         |
| Perryville                                    | Webster                                           | Worcester                                   |                                                         |
| Peter Hill                                    | Ashfield                                          | Franklin                                    |                                                         |
| Petty's Plain                                 | Deerfield                                         | Franklin                                    |                                                         |
| Phelps District                               | Blandford                                         | Hampden                                     |                                                         |
| Phelps Mills                                  | PEABODY                                           | Essex                                       | former RR station                                       |
| Phillipdale                                   | Charlton                                          | Worcester                                   |                                                         |
| Phillips                                      | Andover                                           | Essex                                       |                                                         |
| Phillips Beach                                | Swampscott                                        | Essex                                       |                                                         |
| Piccadilly                                    | Westborough                                       | Worcester                                   |                                                         |
| Pico Beach                                    | Mattapoisett                                      | Plymouth                                    |                                                         |
| Pierces Bridge Station                        | Arlington                                         | Middlesex                                   |                                                         |
| Pierceville                                   | Rochester                                         | Plymouth                                    |                                                         |
| Pigeon Cove                                   | Rockport                                          | Essex                                       |                                                         |
| Pilgrim Heights                               | Truro                                             | Barnstable                                  |                                                         |
| Pill Hill                                     | Brookline                                         | Norfolk                                     |                                                         |
| Pimlico                                       | BARNSTABLE                                        | Barnstable                                  |                                                         |
| Pine Grove                                    | NEWTON                                            | Middlesex                                   | former RR station                                       |
| Pine Heights                                  | Dedham                                            | Norfolk                                     |                                                         |
| Pine Island                                   | Mattapoisett                                      | Plymouth                                    |                                                         |
| Pine Neck                                     | Deerfield                                         | Franklin                                    |                                                         |
| Pine Nook                                     | Deerfield                                         | Franklin                                    |                                                         |
| Pine Point                                    | SPRINGFIELD                                       | Hampden                                     |                                                         |
| Pine Ridge                                    | Dedham                                            | Norfolk                                     |                                                         |
| Pine Ridge Station                            | Concord                                           | Middlesex                                   |                                                         |
| Pinedale                                      | Athol                                             | Worcester                                   |                                                         |
| Pinehurst                                     | Billerica                                         | Middlesex                                   |                                                         |
| Pinehurst Beach                               | Wareham                                           | Plymouth                                    | P.O.                                                    |
| Pingreyville                                  | Ayer                                              | Middlesex                                   | P.O. and locality                                       |
| Pitcherville                                  | Hubbardston                                       | Worcester                                   |                                                         |
| Plains                                        | Edgartown                                         | Dukes                                       |                                                         |
| Plainville                                    | Hadley                                            | Hampshire                                   |                                                         |
| Plainville                                    | NEW BEDFORD                                       | Bristol                                     |                                                         |
| Playstead                                     | Winthrop                                          | Suffolk                                     |                                                         |
| Pleasant Hill Station                         | Saugus                                            | Essex                                       |                                                         |
| Pleasant Lake                                 | Harwich                                           | Barnstable                                  | P.O.                                                    |
| Pleasant Park                                 | BROCKTON                                          | Plymouth                                    |                                                         |
| Pleasant Street Station                       | Stoneham                                          | Middlesex                                   |                                                         |
| Pleasant Street Station                       | Winthrop                                          | Suffolk                                     |                                                         |
| Pleasant Valley                               | AMESBURY                                          | Essex                                       |                                                         |
| Pleasant Valley                               | Athol                                             | Worcester                                   |                                                         |
| Pleasant Valley                               | METHUEN                                           | Essex                                       |                                                         |
| Pleasantville                                 | BROCKTON                                          | Plymouth                                    |                                                         |
| Pleasantville                                 | Freetown                                          | Bristol                                     |                                                         |
| Plimptonville                                 | Walpole                                           | Norfolk                                     |                                                         |
| Plum Island                                   | NEWBURYPORT                                       | Essex                                       |                                                         |
| Plum Trees                                    | Sunderland                                        | Franklin                                    |                                                         |
| Plummer's                                     | Northbridge                                       | Worcester                                   |                                                         |
| Pochassic                                     | WESTFIELD                                         | Hampden                                     |                                                         |
| Pocket                                        | Orleans                                           | Barnstable                                  |                                                         |
| Podunk                                        | Brookfield                                        | Worcester                                   |                                                         |
| Pohoganut                                     | Edgartown                                         | Dukes                                       |                                                         |
| Point Independence                            | Wareham                                           | Plymouth                                    |                                                         |
| Point Of Pines                                | REVERE                                            | Suffolk                                     |                                                         |
| Point Pleasant                                | Webster                                           | Worcester                                   | former RR station                                       |
| Point Shirley                                 | Winthrop                                          | Suffolk                                     |                                                         |
| Poland                                        | Conway                                            | Franklin                                    |                                                         |
| Polandville                                   | Webster                                           | Worcester                                   |                                                         |
| Polpis                                        | Nantucket                                         | Nantucket                                   |                                                         |
| Pomeroy                                       | PITTSFIELD                                        | Berkshire                                   |                                                         |
| Pond District                                 | AMESBURY                                          | Essex                                       |                                                         |
| Pondville                                     | Auburn                                            | Worcester                                   |                                                         |
| Pondville                                     | Norfolk                                           | Norfolk                                     |                                                         |
| Poniken                                       | Lancaster                                         | Worcester                                   |                                                         |
| Ponkapoag                                     | Canton                                            | Norfolk                                     | P.O. & locality                                         |
| Pontoosuc                                     | PITTSFIELD                                        | Berkshire                                   |                                                         |
| Poor                                          | Andover                                           | Essex                                       |                                                         |
| Pope’s Hill                                   | BOSTON                                            | Suffolk                                     | former RR station                                       |
| Popes Point                                   | Carver                                            | Plymouth                                    |                                                         |
| Poquanticut                                   | Easton                                            | Bristol                                     |                                                         |
| Pork Lane                                     | Cheshire                                          | Berkshire                                   |                                                         |
| Porter Square                                 | CAMBRIDGE                                         | Middlesex                                   |                                                         |
| Porter's Pass                                 | BROCKTON                                          | Plymouth                                    |                                                         |
| Porter's Station                              | CAMBRIDGE                                         | Middlesex                                   |                                                         |
| Portnomequot                                  | Orleans                                           | Barnstable                                  |                                                         |
| Potenska Point                                | Dartmouth                                         | Bristol                                     |                                                         |
| Potomska                                      | Dartmouth                                         | Bristol                                     |                                                         |
| Potopoag                                      | Brookfield                                        | Worcester                                   |                                                         |
| Pottersville                                  | Somerset                                          | Bristol                                     | P.O. & locality                                         |
| Powder Horn Hill                              | CHELSEA                                           | Suffolk                                     |                                                         |
| Powder Mill                                   | Barre                                             | Worcester                                   |                                                         |
| Powder Point                                  | Duxbury                                           | Plymouth                                    |                                                         |
| Powers Corner                                 | Brimfield                                         | Hampden                                     |                                                         |
| Powers Mills                                  | Phillipston                                       | Worcester                                   |                                                         |
| Pratt Town                                    | Bridgewater                                       | Plymouth                                    | a.k.a. Paper Mill Village                               |
| Pratts Junction                               | Sterling                                          | Worcester                                   | former station                                          |
| Prattsville                                   | Bridgewater                                       | Plymouth                                    |                                                         |
| Prattville                                    | CHELSEA                                           | Suffolk                                     |                                                         |
| Prattville                                    | Raynham                                           | Bristol                                     |                                                         |
| Precinct                                      | Lakeville                                         | Plymouth                                    |                                                         |
| Precinct                                      | TAUNTON                                           | Bristol                                     | former RR station                                       |
| Pride’s Crossing                              | BEVERLY                                           | Essex                                       |                                                         |
| Primus                                        | Pepperell                                         | Middlesex                                   | former RR station                                       |
| Pringeyville                                  | Ayer                                              | Middlesex                                   |                                                         |
| Privilege                                     | Blackstone                                        | Worcester                                   |                                                         |
| Proctor's Crossing                            | PEABODY                                           | Essex                                       | former RR station                                       |
| Proctorville                                  | Athol                                             | Worcester                                   |                                                         |
| Prospect Hill                                 | BROCKTON                                          | Plymouth                                    |                                                         |
| Prospect Hill                                 | Chilmark                                          | Dukes                                       |                                                         |
| Prospect Hill                                 | SOMERVILLE                                        | Middlesex                                   | former RR station                                       |
| Prospect Park                                 | BROCKTON                                          | Plymouth                                    |                                                         |
| Prospectville                                 | WALTHAM                                           | Middlesex                                   |                                                         |
| Proutyville                                   | Spencer                                           | Worcester                                   | a.k.a. Lower Wire Village                               |
| Puddingshire                                  | Middleborough                                     | Plymouth                                    |                                                         |
| Pumpkin Hollow                                | Conway                                            | Franklin                                    |                                                         |
| Pumpkin Hook                                  | Cheshire                                          | Berkshire                                   |                                                         |
| Purchade                                      | Middleborough                                     | Plymouth                                    |                                                         |
| Puritan Heights                               | Truro                                             | Barnstable                                  | former RR station                                       |
| Putnam's Village                              | Charlton                                          | Worcester                                   |                                                         |
| Putnams                                       | Middleborough                                     | Plymouth                                    |                                                         |
| Putnamville                                   | Danvers                                           | Essex                                       |                                                         |
| Quabbin                                       | Sutton                                            | Worcester                                   | former name, now South Sutton                           |
| Quaboag Village                               | North Brookfield                                  | Worcester                                   |                                                         |
| Quaker City                                   | Uxbridge                                          | Worcester                                   |                                                         |
| Quaker District                               | Northbridge                                       | Worcester                                   |                                                         |
| Quaker Hill                                   | Foxborough                                        | Norfolk                                     |                                                         |
| Quampacha                                     | Edgartown                                         | Dukes                                       |                                                         |
| Quansoo                                       | Chilmark                                          | Dukes                                       |                                                         |
| Quarry                                        | Becket                                            | Berkshire                                   |                                                         |
| Quarry                                        | West Stockbridge                                  | Berkshire                                   |                                                         |
| Queen Anne's Corner                           | Hingham                                           | Plymouth                                    |                                                         |
| Quenames                                      | Chilmark                                          | Dukes                                       |                                                         |
| Quepeggue                                     | Chilmark                                          | Dukes                                       |                                                         |
| Quidnet                                       | Nantucket                                         | Nantucket                                   |                                                         |
| Quinapoxet                                    | Holden                                            | Worcester                                   |                                                         |
| Quincy Adams Station                          | QUINCY                                            | Norfolk                                     |                                                         |
| Quinebaug                                     | Dudley                                            | Worcester                                   |                                                         |
| Quinsigamond Lake                             | Shrewsbury                                        | Worcester                                   |                                                         |
| Quisset                                       | Falmouth                                          | Barnstable                                  |                                                         |
| Quitsey                                       | Chilmark                                          | Dukes                                       |                                                         |
| Quitticus                                     | Carver                                            | Plymouth                                    |                                                         |
| Race Point                                    | Provincetown                                      | Barnstable                                  |                                                         |
| Raddin Station                                | Saugus                                            | Essex                                       |                                                         |
| Raddins                                       | LYNN                                              | Essex                                       |                                                         |
| Rakeville                                     | Bellingham                                        | Norfolk                                     |                                                         |
| Ram's Horn                                    | Dudley                                            | Worcester                                   |                                                         |
| Randall Town                                  | Mattapoisett                                      | Plymouth                                    | discontinued name                                       |
| Rangeley Park                                 | BROCKTON                                          | Plymouth                                    |                                                         |
| Rarkers Mills                                 | Oakham                                            | Worcester                                   |                                                         |
| Rattlesnake Gutter                            | Leverett                                          | Franklin                                    |                                                         |
| Raymond                                       | Plymouth                                          | Plymouth                                    |                                                         |
| Readville                                     | BOSTON                                            | Suffolk                                     |                                                         |
| Readville Manor                               | Dedham                                            | Norfolk                                     | near Readville line                                     |
| Red Bridge                                    | Ludlow                                            | Hampden                                     | former RR station                                       |
| Red Bridge                                    | Stoughton                                         | Norfolk                                     |                                                         |
| Red Mills                                     | Clarksburg                                        | Berkshire                                   |                                                         |
| Red School Station                            | Winchendon                                        | Worcester                                   |                                                         |
| Reformatory Station                           | Concord                                           | Middlesex                                   |                                                         |
| Renaud Heights                                | FALL RIVER                                        | Bristol                                     |                                                         |
| Renfrew                                       | Adams                                             | Berkshire                                   |                                                         |
| Renfrew                                       | Dalton                                            | Berkshire                                   |                                                         |
| Renfrew                                       | Dana now part of Quabbin Reservoir Reservation    |                                             |                                                         |
| Reservoir                                     | Becket                                            | Berkshire                                   |                                                         |
| Reservoir                                     | Brookline                                         | Norfolk                                     |                                                         |
| Reservoir                                     | Ludlow                                            | Hampden                                     | formerly Cherry Valley                                  |
| Reservoir Hill                                | CAMBRIDGE                                         | Middlesex                                   |                                                         |
| Revere Beach                                  | REVERE                                            | Suffolk                                     |                                                         |
| Revere Street Station                         | Revere                                            | Suffolk                                     |                                                         |
| Rexhame                                       | Marshfield                                        | Plymouth                                    |                                                         |
| Reynolds' Rock                                | Cheshire                                          | Berkshire                                   |                                                         |
| Rice Corner District                          | Brookfield                                        | Worcester                                   |                                                         |
| Rice Crossing                                 | Wellesley                                         | Norfolk                                     |                                                         |
| Rice Village                                  | Barre                                             | Worcester                                   |                                                         |
| Riceville                                     | Athol                                             | Worcester                                   |                                                         |
| Richardson's Corner                           | Charlton                                          | Worcester                                   |                                                         |
| Richmond                                      | TAUNTON                                           | Bristol                                     |                                                         |
| Richmond Furnace Station                      | Richmond                                          | Berkshire                                   |                                                         |
| Richmond Summit Station                       | Richmond                                          | Berkshire                                   |                                                         |
| Ricka Village                                 | HAVERHILL                                         | Essex                                       | a.k.a. Rock Village                                     |
| Ridge Hill                                    | BROCKTON                                          | Plymouth                                    |                                                         |
| Rings Corner                                  | AMESBURY                                          | Essex                                       |                                                         |
| Rings Island                                  | Salisbury                                         | Essex                                       |                                                         |
| Ringville                                     | Worthington                                       | Hampshire                                   |                                                         |
| Rising Corners                                | Southwick                                         | Hampden                                     |                                                         |
| Risingdale                                    | Great Barrington                                  | Berkshire                                   |                                                         |
| Riverbank                                     | Deerfield                                         | Franklin                                    |                                                         |
| Riverdale                                     | Dedham                                            | Norfolk                                     |                                                         |
| Riverdale                                     | Dracut                                            | Middlesex                                   |                                                         |
| Riverdale                                     | GLOUCESTER                                        | Essex                                       |                                                         |
| Riverdale                                     | Northbridge                                       | Worcester                                   |                                                         |
| Riverdale                                     | WEST SPRINGFIELD                                  | Hampden                                     |                                                         |
| Riverdale                                     | Whately and Deerfield                             | Franklin                                    |                                                         |
| Rivermoore                                    | Scituate                                          | Plymouth                                    |                                                         |
| Riverside                                     | CAMBRIDGE                                         | Middlesex                                   |                                                         |
| Riverside                                     | Gill                                              | Franklin                                    |                                                         |
| Riverside                                     | Hatfield                                          | Hampshire                                   |                                                         |
| Riverside                                     | Haverhill                                         | Essex                                       |                                                         |
| Riverside                                     | Weston                                            | Middlesex                                   |                                                         |
| Riverside                                     | Williamstown                                      | Berkshire                                   |                                                         |
| Riverside                                     | Worthington                                       | Hampshire                                   |                                                         |
| Riverside Heights                             | Dedham                                            | Norfolk                                     |                                                         |
| Riverside Park                                | Concord                                           | Middlesex                                   |                                                         |
| Riverside Station                             | HOLYOKE                                           | Hampden                                     |                                                         |
| Riverside Station                             | NEWTON                                            | Middlesex                                   | in Auburndale                                           |
| Riverview                                     | WALTHAM                                           | Middlesex                                   |                                                         |
| Riverview Heights                             | Dedham                                            | Norfolk                                     |                                                         |
| Rivulet                                       | Uxbridge                                          | Worcester                                   |                                                         |
| Roberts Station                               | WALTHAM                                           | Middlesex                                   |                                                         |
| Robinsonville                                 | ATTLEBORO                                         | Bristol                                     |                                                         |
| Robinsonville                                 | Mansfield                                         | Bristol                                     |                                                         |
| Robinsonville                                 | North Attleborough                                | Bristol                                     |                                                         |
| Rochdale                                      | Leicester                                         | Worcester                                   |                                                         |
| Rock Harbor                                   | Orleans                                           | Barnstable                                  |                                                         |
| Rock Rimmon                                   | Granby                                            | Hampshire                                   |                                                         |
| Rock Station                                  | Middleborough                                     | Plymouth                                    |                                                         |
| Rock Valley                                   | HOLYOKE                                           | Hampden                                     |                                                         |
| Rock Village                                  | HAVERHILL                                         | Essex                                       |                                                         |
| Rockbottom                                    | Stow                                              | Middlesex                                   |                                                         |
| Rockdale                                      | NEW BEDFORD                                       | Bristol                                     |                                                         |
| Rockdale                                      | Northbridge                                       | Worcester                                   |                                                         |
| Rockdale Mills                                | West Stockbridge                                  | Berkshire                                   |                                                         |
| Rocky Hill                                    | AMESBURY                                          | Essex                                       |                                                         |
| Rocky Hill                                    | BOSTON                                            | Suffolk                                     |                                                         |
| Rocky Hill Station                            | Milford                                           | Worcester                                   |                                                         |
| Rocky Neck                                    | GLOUCESTER                                        | Essex                                       |                                                         |
| Rocky Nook                                    | Kingston                                          | Plymouth                                    |                                                         |
| Rogers Square                                 | LOWELL                                            | Middlesex                                   |                                                         |
| Rollstone Hill                                | FITCHBURG                                         | Worcester                                   |                                                         |
| Rooty Plain                                   | Rowley                                            | Essex                                       |                                                         |
| Rose Hill                                     | Becket                                            | Berkshire                                   |                                                         |
| Rosemont Station                              | Haverhill                                         | Essex                                       |                                                         |
| Roslindale                                    | BOSTON                                            | Suffolk                                     |                                                         |
| Round Hill Point                              | Dartmouth                                         | Bristol                                     |                                                         |
| Rowley Hill                                   | Sterling                                          | Worcester                                   |                                                         |
| Roxbury Crossing                              | BOSTON                                            | Suffolk                                     | in Roxbury                                              |
| Rugby                                         | BOSTON                                            | Suffolk                                     | in Dorchester, former R.R. station                      |
| Rural District                                | Blackstone                                        | Worcester                                   |                                                         |
| Rushville                                     | SPRINGFIELD                                       | Hampden                                     |                                                         |
| Russell Mills                                 | Dartmouth                                         | Bristol                                     |                                                         |
| Russell's                                     | PITTSFIELD                                        | Berkshire                                   |                                                         |
| Russellville                                  | Hadley                                            | Hampshire                                   |                                                         |
| Russellville                                  | Southampton                                       | Hampshire                                   |                                                         |
| Rutland Heights                               | Rutland                                           | Worcester                                   |                                                         |
| Ryal Side                                     | BEVERLY                                           | Essex                                       |                                                         |
| Ryder Village                                 | Barre                                             | Worcester                                   |                                                         |
| Saccarapa                                     | Oxford                                            | Worcester                                   |                                                         |
| Sacconeesett                                  | Bourne                                            | Barnstable                                  |                                                         |
| Saconnesset                                   | Falmouth                                          | Barnstable                                  |                                                         |
| Sagamore Beach                                | Bourne                                            | Barnstable                                  |                                                         |
| Sagamore City                                 | FALL RIVER                                        | Bristol                                     |                                                         |
| Sagamore Highlands                            | Bourne                                            | Barnstable                                  |                                                         |
| Sagamore Hill                                 | Hull                                              | Plymouth                                    |                                                         |
| Salem Village                                 | Danvers                                           | Essex                                       | a.k.a Danvers Centre                                    |
| Salisbury Beach                               | Salisbury                                         | Essex                                       |                                                         |
| Salisbury Heights                             | BROCKTON                                          | Plymouth                                    |                                                         |
| Salisbury Plains                              | Salisbury                                         | Essex                                       |                                                         |
| Salisbury Point                               | AMESBURY                                          | Essex                                       |                                                         |
| Salisbury Square                              | BROCKTON                                          | Plymouth                                    |                                                         |
| Salter's Point                                | Dartmouth                                         | Bristol                                     |                                                         |
| Sampsonville                                  | Worthington                                       | Hampshire                                   |                                                         |
| Sand Hill                                     | Sandwich                                          | Barnstable                                  |                                                         |
| Sandersdale                                   | SOUTHBRIDGE                                       | Worcester                                   |                                                         |
| Sandhill Scituate                             | Plymouth                                          | P.O.                                        |                                                         |
| Sandsprings                                   | Williamstown                                      | Berkshire                                   |                                                         |
| Sandy Hill                                    | CHICOPEE                                          | Hampden                                     |                                                         |
| Sandy Neck                                    | BARNSTABLE                                        | Barnstable                                  |                                                         |
| Sandy Pond                                    | Ayer                                              | Middlesex                                   |                                                         |
| Sandy Valley                                  | Dedham                                            | Norfolk                                     |                                                         |
| Sanford's Bound                               | Westport                                          | Bristol                                     | near Tiverton, R.I. town line                           |
| Sankaty Bluff                                 | Nantucket                                         | Nantucket                                   |                                                         |
| Santuit                                       | BARNSTABLE                                        | Barnstable                                  |                                                         |
| Saquis                                        | Plymouth                                          | Plymouth                                    |                                                         |
| Satucket                                      | East Bridgewater                                  | Plymouth                                    |                                                         |
| Saundersdale                                  | SOUTHBRIDGE                                       | Worcester                                   |                                                         |
| Saundersville                                 | Grafton                                           | Worcester                                   |                                                         |
| Savaryville                                   | Groveland                                         | Essex                                       |                                                         |
| Savin Hill                                    | BOSTON                                            | Suffolk                                     | in Dorchester, formerly known as Rocky Hill             |
| Sawtelleville                                 | BROCKTON                                          | Plymouth                                    |                                                         |
| Saxonville                                    | Framingham                                        | Middlesex                                   | P.O. & locality                                         |
| Scaden                                        | Uxbridge                                          | Worcester                                   |                                                         |
| Scantic                                       | Hampden                                           | Hampden                                     |                                                         |
| Scargo Hill                                   | Dennis                                            | Barnstable                                  |                                                         |
| Schooset                                      | Pembroke                                          | Plymouth                                    |                                                         |
| Schooset                                      | TAUNTON                                           | Bristol                                     |                                                         |
| Sconticut Neck                                | Fairhaven                                         | Bristol                                     |                                                         |
| Scorton                                       | Sandwich                                          | Barnstable                                  |                                                         |
| Scotland                                      | Andover                                           | Essex                                       |                                                         |
| Scotland                                      | Bridgewater                                       | Plymouth                                    |                                                         |
| Scott Hill                                    | Bellingham                                        | Norfolk                                     |                                                         |
| Scrabbletown                                  | Cheshire                                          | Berkshire                                   |                                                         |
| Sea View                                      | Marshfield                                        | Plymouth                                    |                                                         |
| Searsville                                    | Dennis                                            | Barnstable                                  |                                                         |
| Searsville                                    | Williamsburg                                      | Hampshire                                   |                                                         |
| Seaside                                       | Plymouth                                          | Plymouth                                    | former name, now Cordage                                |
| Second Parish                                 | Boxford                                           | Essex                                       | a.k.a. West Parish                                      |
| Seconnet                                      | Mashpee                                           | Barnstable                                  |                                                         |
| Seekonk                                       | Great Barrington                                  | Berkshire                                   |                                                         |
| Segreganset                                   | Berkley                                           | Bristol                                     |                                                         |
| Segreganset                                   | Dighton                                           | Bristol                                     |                                                         |
| Shaboken                                      | Harvard                                           | Worcester                                   |                                                         |
| Shady Hill                                    | Bedford                                           | Middlesex                                   | former RR station                                       |
| Shaker Village                                | Ayer                                              | Middlesex                                   |                                                         |
| Shaker Village                                | Harvard                                           | Worcester                                   |                                                         |
| Shaker Village                                | PITTSFIELD                                        | Berkshire                                   |                                                         |
| Shaker Village                                | Shirley                                           | Middlesex                                   |                                                         |
| Shakers                                       | Enfield now part of Quabbin Reservoir Reservation |                                             |                                                         |
| Shattuckville                                 | Colrain                                           | Franklin                                    |                                                         |
| Shaw's Corner                                 | BROCKTON                                          | Plymouth                                    |                                                         |
| Shawmut                                       | NEW BEDFORD                                       | Bristol                                     |                                                         |
| Shawsheen Village                             | Andover                                           | Essex                                       |                                                         |
| Shawville                                     | Wales                                             | Hampden                                     |                                                         |
| Sheldonville                                  | Wrentham                                          | Norfolk                                     |                                                         |
| Shepardville                                  | Plainville                                        | Norfolk                                     |                                                         |
| Sherwood                                      | Williamstown                                      | Berkshire                                   |                                                         |
| Shirkshire                                    | Conway                                            | Franklin                                    |                                                         |
| Shoe String District or Village               | Carver                                            | Plymouth                                    |                                                         |
| Shore Acres                                   | Scituate                                          | Plymouth                                    |                                                         |
| Shorley                                       | Palmer                                            | Hampden                                     |                                                         |
| Shuttleville                                  | SOUTHBRIDGE                                       | Worcester                                   |                                                         |
| Siasconset                                    | Nantucket                                         | Nantucket                                   | P.O.                                                    |
| Sibleyville                                   | ATTLEBORO                                         | Bristol                                     |                                                         |
| Siggsville                                    | Adams                                             | Berkshire                                   |                                                         |
| Silver Beach                                  | Falmouth                                          | Barnstable                                  | P.O.                                                    |
| Silver Hill Station                           | Weston                                            | Middlesex                                   |                                                         |
| Silver Lake Station                           | Wilmington                                        | Middlesex                                   |                                                         |
| Simpson's Village                             | Millbury                                          | Worcester                                   |                                                         |
| Sippecan                                      | Marion                                            | Plymouth                                    |                                                         |
| Sippewisset                                   | Falmouth                                          | Barnstable                                  |                                                         |
| Sixteen Acres                                 | SPRINGFIELD                                       | Hampden                                     |                                                         |
| Skinner                                       | Shelburne                                         | Franklin                                    |                                                         |
| Skinner Hill                                  | BOSTON                                            | Suffolk                                     | in Roslindale                                           |
| Skinnerville                                  | Williamsburg                                      | Hampshire                                   |                                                         |
| Slab City                                     | Belchertown                                       | Hampshire                                   |                                                         |
| Slab City                                     | Leverett                                          | Franklin                                    |                                                         |
| Slocum                                        | Acushnet                                          | Bristol                                     |                                                         |
| Smith Crossing Station                        | Hardwick                                          | Worcester                                   | near New Braintree line                                 |
| Smith's Ferry                                 | HOLYOKE                                           | Hampden Reservation                         |                                                         |
| Smith's Neck                                  | Dartmouth                                         | Bristol                                     |                                                         |
| Smith's Station                               | Enfield                                           | Hampshire                                   |                                                         |
| Smiths                                        | Enfield                                           | now incorporated into the Quabbin Reservoir |                                                         |
| Smithville                                    | Barre                                             | Worcester                                   | former name, now White Valley                           |
| Smithville                                    | Spencer                                           | Worcester                                   |                                                         |
| Snake Hill                                    | Charlton                                          | Worcester                                   |                                                         |
| Snellville                                    | Sturbridge                                        | Worcester                                   |                                                         |
| Soapstone                                     | New Salem                                         | Franklin                                    | former RR station                                       |
| Sodam                                         | Hanson                                            | Plymouth                                    |                                                         |
| Sodam                                         | Rowley                                            | Essex                                       |                                                         |
| Sodam                                         | Tyringham                                         | Berkshire                                   |                                                         |
| Sodham                                        | Scituate                                          | Plymouth                                    |                                                         |
| Soldiers Field                                | BOSTON                                            | Suffolk                                     | in Allston                                              |
| Somerset Junction                             | FALL RIVER                                        | Bristol                                     |                                                         |
| South                                         | FALL RIVER                                        | Bristol                                     | P.O.                                                    |
| South Acton                                   | Acton                                             | Middlesex                                   |                                                         |
| South Ashfield                                | Ashfield                                          | Franklin                                    |                                                         |
| South Athol                                   | Athol                                             | Worcester                                   |                                                         |
| South Barre                                   | Barre                                             | Worcester                                   |                                                         |
| South Beach                                   | Edgartown                                         | Dukes                                       |                                                         |
| South Becket                                  | Becket                                            | Berkshire                                   |                                                         |
| South Belchertown                             | Belchertown                                       | Hampshire                                   |                                                         |
| South Bellingham                              | Bellingham                                        | Norfolk                                     |                                                         |
| South Berlin                                  | Berlin                                            | Worcester                                   |                                                         |
| South Billerica                               | Billerica                                         | Middlesex                                   |                                                         |
| South Bolton                                  | Bolton                                            | Worcester                                   |                                                         |
| South Boston                                  | BOSTON                                            | Suffolk                                     |                                                         |
| South Boylston                                | Boylston                                          | Essex                                       |                                                         |
| South Braintree                               | BRAINTREE                                         | Norfolk                                     |                                                         |
| South Braintree Heights                       | BRAINTREE                                         | Norfolk                                     |                                                         |
| South Byfield                                 | Newbury                                           | Essex                                       |                                                         |
| South Carver                                  | Carver                                            | Plymouth                                    | P.O.                                                    |
| South Charlton                                | Charlton                                          | Worcester                                   |                                                         |
| South Chatham                                 | Chatham                                           | Barnstable                                  |                                                         |
| South Chelmsford                              | Chelmsford                                        | Middlesex                                   |                                                         |
| South Colrain                                 | Colrain                                           | Franklin                                    |                                                         |
| South Cove                                    | BOSTON                                            | Suffolk                                     | a.k.a. Bay Village                                      |
| South Dartmouth                               | Dartmouth                                         | Bristol                                     |                                                         |
| South Dedham                                  | Dedham                                            | Norfolk                                     |                                                         |
| South Dighton                                 | Dighton                                           | Bristol                                     |                                                         |
| South Douglas                                 | Douglas                                           | Worcester                                   |                                                         |
| South Eastham                                 | Eastham                                           | Barnstable                                  |                                                         |
| South Easton                                  | Easton                                            | Bristol                                     | P.O.                                                    |
| South Easton Green                            | Easton                                            | Bristol                                     |                                                         |
| South Egremont                                | Egremont                                          | Berkshire                                   |                                                         |
| South End                                     | BOSTON                                            | Suffolk                                     |                                                         |
| South Essex                                   | Essex                                             | Essex                                       |                                                         |
| South Everett                                 | EVERETT                                           | Middlesex                                   |                                                         |
| South Fitchburg                               | FITCHBURG                                         | Worcester                                   |                                                         |
| South Foxborough                              | Foxborough                                        | Norfolk                                     |                                                         |
| South Framingham                              | Framingham                                        | Middlesex                                   |                                                         |
| South Franklin                                | FRANKLIN                                          | Norfolk                                     |                                                         |
| South Gardner                                 | GARDNER                                           | Worcester                                   |                                                         |
| South Georgetown                              | Georgetown                                        | Essex                                       |                                                         |
| South Hill                                    | Ashburnham                                        | Worcester                                   |                                                         |
| South Hopedale                                | Hopedale                                          | Worcester                                   |                                                         |
| South Longyard                                | Southwick                                         | Hampden                                     |                                                         |
| South Park                                    | Athol                                             | Worcester                                   |                                                         |
| South Part                                    | Conway                                            | Franklin                                    |                                                         |
| South Pocasset                                | Bourne                                            | Barnstable                                  |                                                         |
| South Pond Village                            | Plymouth                                          | Plymouth                                    |                                                         |
| South River                                   | Deerfield                                         | Franklin                                    | former RR station                                       |
| South Rowe                                    | Townsend                                          | Middlesex                                   |                                                         |
| South Vernon                                  | Northfield                                        | Franklin                                    |                                                         |
| South Village                                 | Ashby                                             | Middlesex                                   |                                                         |
| South Village                                 | Dennis                                            | Barnstable                                  |                                                         |
| South Village                                 | Webster                                           | Worcester                                   |                                                         |
| Southfield                                    | New Marlborough                                   | Berkshire                                   |                                                         |
| Southville                                    | Southborough                                      | Worcester                                   |                                                         |
| Southwick District                            | Uxbridge                                          | Worcester                                   |                                                         |
| Spectacle Island                              | BOSTON                                            | Suffolk                                     |                                                         |
| Spindleville                                  | Hopedale                                          | Worcester                                   |                                                         |
| Spotless Town                                 | Randolph                                          | Norfolk                                     |                                                         |
| Sprague's Hill                                | Bridgewater                                       | Plymouth                                    |                                                         |
| Spring Hill                                   | SOMERVILLE                                        | Middlesex                                   |                                                         |
| Spring Road Crossing                          | Bedford                                           | Middlesex                                   | former RR station                                       |
| Springdale                                    | Canton                                            | Norfolk                                     |                                                         |
| Springdale                                    | Holden                                            | Worcester                                   |                                                         |
| Springdale                                    | HOLYOKE                                           | Hampden                                     |                                                         |
| Springdale                                    | WESTFIELD                                         | Hampden                                     |                                                         |
| Springhill                                    | Sandwich                                          | Barnstable                                  |                                                         |
| Spruce Corner                                 | Ashfield                                          | Franklin                                    |                                                         |
| Squamacook Junction                           | Groton                                            | Middlesex                                   |                                                         |
| Squantum                                      | QUINCY                                            | Norfolk                                     |                                                         |
| Squareshire                                   | Sterling                                          | Worcester                                   |                                                         |
| Squawbetty                                    | TAUNTON                                           | Bristol                                     |                                                         |
| Squibnocket                                   | Chilmark                                          | Dukes                                       |                                                         |
| St. Moritz                                    | QUINCY                                            | Norfolk                                     |                                                         |
| Stafford's Hill                               | Cheshire                                          | Berkshire                                   |                                                         |
| Standish                                      | Hanover                                           | Plymouth                                    |                                                         |
| Standish                                      | Marshfield                                        | Plymouth                                    |                                                         |
| Stanley                                       | Bridgewater                                       | Plymouth                                    | former RR station                                       |
| State Alms House                              | Monson                                            | Hampden                                     |                                                         |
| State Farm                                    | Bridgewater                                       | Plymouth                                    |                                                         |
| State Line                                    | Monson                                            | Hampden                                     |                                                         |
| State Line                                    | West Stockbridge                                  | Berkshire                                   | P.O. & RR station                                       |
| Steep Brook                                   | FALL RIVER                                        | Bristol                                     |                                                         |
| Sternsville                                   | PITTSFIELD                                        | Berkshire                                   |                                                         |
| Steven's Village                              | Dudley                                            | Worcester                                   |                                                         |
| Stevens                                       | North Andover                                     | Essex                                       | former RR station                                       |
| Stevensville                                  | Webster                                           | Worcester                                   |                                                         |
| Stevensville                                  | Worthington                                       | Hampshire                                   |                                                         |
| Stickneyville                                 | Groveland                                         | Essex                                       |                                                         |
| Still River                                   | Bolton                                            | Worcester                                   |                                                         |
| Still River                                   | Harvard                                           | Worcester                                   | P.O. & locality                                         |
| Stillwater                                    | Deerfield                                         | Franklin                                    |                                                         |
| Stockbridge Bowl                              | Stockbridge                                       | Berkshire                                   | a.k.a. Lake Mahkeenac                                   |
| Stone Factory                                 | Canton                                            | Norfolk                                     |                                                         |
| Stone Haven                                   | Dedham                                            | Norfolk                                     |                                                         |
| Stone Haven                                   | Dedham                                            | Norfolk                                     |                                                         |
| Stone’s Crossing                              | Auburn                                            | Worcester                                   | former RR station                                       |
| Stonehaven                                    | Rockport                                          | Essex                                       |                                                         |
| Stoneville                                    | Auburn                                            | Worcester                                   |                                                         |
| Stonewall                                     | Chilmark                                          | Dukes                                       |                                                         |
| Stoney Beach                                  | Plymouth                                          | Plymouth                                    |                                                         |
| Stoney Brook                                  | BOSTON                                            | Suffolk                                     | in Jamaica Plain                                        |
| Stoney Brook                                  | Weston                                            | Middlesex                                   | P.O. & locality                                         |
| Stoney Brook Reservation                      | BOSTON                                            | Suffolk                                     | in Hyde Park                                            |
| Stormy Hill                                   | Dedham                                            | Norfolk                                     |                                                         |
| Storrowton                                    | West Springfield                                  | Hampden                                     | Historic "village" at the Eastern States Exposition     |
| Straits Pond                                  | Hull                                              | Plymouth                                    | P.O.                                                    |
| Straw Hollow                                  | Boylston                                          | Worcester                                   |                                                         |
| Strawberry Hill                               | CAMBRIDGE                                         | Middlesex                                   |                                                         |
| Strawberry Hill                               | Hull                                              | Plymouth                                    |                                                         |
| Succonesset                                   | Mashpee                                           | Barnstable                                  |                                                         |
| Suffolk Downs                                 | BOSTON                                            | Suffolk                                     | in East Boston                                          |
| Sugar Hill                                    | Chesterfield                                      | Hampshire                                   |                                                         |
| Sullivan Square                               | BOSTON                                            | Suffolk                                     | in Charlestown                                          |
| Summit                                        | WORCESTER                                         | Worcester                                   |                                                         |
| Summit Grove                                  | Dartmouth                                         | Bristol                                     |                                                         |
| Sunnyside                                     | Athol                                             | Worcester                                   |                                                         |
| Sunnyside                                     | BOSTON                                            | Suffolk                                     | in Hyde Park                                            |
| Sunset Point                                  | Hull                                              | Plymouth                                    |                                                         |
| Suntaug                                       | Lynnfield                                         | Essex                                       |                                                         |
| Surfside                                      | Hull                                              | Plymouth                                    |                                                         |
| Surfside                                      | Nantucket                                         | Nantucket                                   |                                                         |
| Swan's Tavern                                 | Stoughton                                         | Norfolk                                     |                                                         |
| Sweeneyville                                  | Topsfield                                         | Essex                                       |                                                         |
| Sweet's Corner                                | Williamstown                                      | Berkshire                                   |                                                         |
| Swift River                                   | Cummington                                        | Hampshire                                   |                                                         |
| Swifts Beach                                  | Wareham                                           | Plymouth                                    |                                                         |
| Sylvester Corner                              | BROCKTON                                          | Plymouth                                    |                                                         |
| Symmes Corner                                 | Winchester                                        | Middlesex                                   |                                                         |
| Taber Hill                                    | Acushnet                                          | Bristol                                     |                                                         |
| Tack Factory                                  | Middleborough                                     | Plymouth                                    |                                                         |
| Taconic                                       | PITTSFIELD                                        | Berkshire                                   |                                                         |
| Taft's Mills                                  | Oxford                                            | Worcester                                   |                                                         |
| Taggart                                       | Blandford                                         | Hampden                                     |                                                         |
| Talbot                                        | Northborough                                      | Worcester                                   |                                                         |
| Talbot Corner                                 | Stoughton                                         | Norfolk                                     |                                                         |
| Tallawanda                                    | WORCESTER                                         | Worcester                                   |                                                         |
| Tanner District                               | Webster                                           | Worcester                                   |                                                         |
| Tapleyville                                   | Danvers                                           | Essex                                       |                                                         |
| Tar Hill                                      | FITCHBURG                                         | Worcester                                   |                                                         |
| Tarklin                                       | Duxbury                                           | Plymouth                                    |                                                         |
| Tasseltop                                     | Douglas                                           | Worcester                                   |                                                         |
| Tatham                                        | WEST SPRINGFIELD                                  | Hampden                                     |                                                         |
| Taylor's Bridge                               | Chesterfield                                      | Hampshire                                   |                                                         |
| Tempest Knob Station                          | Wareham                                           | Plymouth                                    |                                                         |
| Tennyville                                    | Palmer                                            | Hampden                                     |                                                         |
| Terry's                                       | Freetown                                          | Bristol                                     | former RR station                                       |
| Texas Village                                 | Oxford                                            | Worcester                                   |                                                         |
| The Bars                                      | Deerfield                                         | Franklin                                    |                                                         |
| The Bars                                      | Deerfield                                         | Franklin                                    |                                                         |
| The Bars                                      | PITTSFIELD                                        | Berkshire                                   |                                                         |
| The Bluffs                                    | Ipswich                                           | Essex                                       |                                                         |
| The Castle                                    | Truro                                             | Barnstable                                  |                                                         |
| The Cleghorn                                  | FITCHBURG                                         | Worcester                                   |                                                         |
| The Cobbles                                   | Cheshire                                          | Berkshire                                   |                                                         |
| The Flats                                     | HOLYOKE                                           | Hampden                                     |                                                         |
| The Glades                                    | Scituate                                          | Plymouth                                    |                                                         |
| The Graves                                    | Hull                                              | Plymouth                                    |                                                         |
| The Green                                     | Middleborough                                     | Plymouth                                    |                                                         |
| The Highlands                                 | Danvers                                           | Essex                                       |                                                         |
| The Hopper                                    | Williamstown                                      | Berkshire                                   |                                                         |
| The Kitchen                                   | Cheshire                                          | Berkshire                                   |                                                         |
| The Point                                     | Brookline                                         | Norfolk                                     |                                                         |
| The Quag                                      | Sterling                                          | Worcester                                   |                                                         |
| Theatre District                              | BOSTON                                            | Suffolk                                     |                                                         |
| Thermopylae                                   | South Hadley                                      | Hampshire                                   |                                                         |
| Thicket                                       | Abington                                          | Plymouth                                    |                                                         |
| Thomaston Park                                | BROCKTON                                          | Plymouth                                    |                                                         |
| Thomastown                                    | Middleborough                                     | Plymouth                                    |                                                         |
| Thompson Corners                              | Charlton                                          | Worcester                                   |                                                         |
| Thompson Island                               | Essex                                             | Essex                                       |                                                         |
| Thompson’s Island                             | BOSTON                                            | Suffolk                                     |                                                         |
| Thomsonville                                  | Enfield                                           | Hampshire                                   |                                                         |
| Thorndike                                     | Palmer                                            | Hampden                                     |                                                         |
| Thornton                                      | Winthrop                                          | Suffolk                                     |                                                         |
| Three Roads                                   | NEWBURYPORT                                       | Essex                                       |                                                         |
| Thunder                                       | Cheshire                                          | Berkshire                                   |                                                         |
| Thwaites                                      | Freetown                                          | Bristol                                     |                                                         |
| Tihonet                                       | Wareham                                           | Plymouth                                    |                                                         |
| Tilden Island                                 | Marshfield                                        | Plymouth                                    |                                                         |
| Tillotson's                                   | PITTSFIELD                                        | Berkshire                                   |                                                         |
| Tinkertown                                    | Duxbury                                           | Plymouth                                    |                                                         |
| Tinkhamtown                                   | Mattapoisett                                      | Plymouth                                    |                                                         |
| Titicut                                       | Middleborough                                     | Plymouth                                    |                                                         |
| Tonset                                        | Orleans                                           | Barnstable                                  |                                                         |
| Touisset                                      | Swansea                                           | Bristol                                     | P.O. & locality formerly known as Coles Station         |
| Tower Hill                                    | BROCKTON                                          | Plymouth                                    |                                                         |
| Tower Hill                                    | Wayland                                           | Middlesex                                   |                                                         |
| Town Green                                    | Brookline                                         | Norfolk                                     |                                                         |
| Town Hill                                     | Topsfield                                         | Essex                                       |                                                         |
| Town House                                    | Dennis                                            | Barnstable                                  |                                                         |
| Town House                                    | Yarmouth                                          | Barnstable                                  |                                                         |
| Townsend Hill                                 | Townsend                                          | Middlesex                                   |                                                         |
| Traskville                                    | FITCHBURG                                         | Worcester                                   |                                                         |
| Tremont                                       | Wareham                                           | Plymouth                                    |                                                         |
| Trinity Place Station                         | BOSTON                                            | Suffolk                                     |                                                         |
| Trouant's Island                              | Marshfield                                        | Plymouth                                    |                                                         |
| Trowbridgeville                               | WORCESTER                                         | Worcester                                   |                                                         |
| Tuckernuck                                    | Nantucket                                         | Nantucket                                   |                                                         |
| Tufts                                         | Dudley                                            | Worcester                                   |                                                         |
| Tufts College                                 | MEDFORD                                           | Middlesex                                   | P.O.                                                    |
| Tufts Village                                 | Dudley                                            | Worcester                                   |                                                         |
| Tullyville                                    | Orange                                            | Franklin                                    |                                                         |
| Turkey Hill                                   | Arlington                                         | Middlesex                                   |                                                         |
| Turkey Hill                                   | Belchertown                                       | Hampshire                                   |                                                         |
| Turnpike                                      | Billerica                                         | Middlesex                                   | former RR station                                       |
| Two Mile Purchase                             | Swansea                                           | Bristol                                     |                                                         |
| Twopenny Loaf                                 | GLOUCESTER                                        | Essex                                       |                                                         |
| Tylerville                                    | Belchertown                                       | Hampshire                                   |                                                         |
| U.S. Navy Yard                                | BOSTON                                            | Suffolk                                     | in Charlestown                                          |
| Uncatena                                      | Gosnold                                           | Dukes                                       |                                                         |
| Union Market Station                          | WATERTOWN                                         | Middlesex                                   |                                                         |
| Union Square                                  | BOSTON                                            | Suffolk                                     | in Allston                                              |
| Union Square                                  | GARDNER                                           | Worcester                                   |                                                         |
| Union Square                                  | SOMERVILLE                                        | Middlesex                                   |                                                         |
| Uniondale                                     | Holden                                            | Worcester                                   |                                                         |
| Unionville                                    | Colrain                                           | Franklin                                    |                                                         |
| Unionville                                    | Easton                                            | Bristol                                     |                                                         |
| Unionville                                    | FRANKLIN                                          | Norfolk                                     |                                                         |
| Unionville                                    | Holden                                            | Worcester                                   |                                                         |
| Uphams Corner                                 | BOSTON                                            | Suffolk                                     | in Dorchester                                           |
| Upper Dedham                                  | Dedham                                            | Norfolk                                     |                                                         |
| Upper Falls                                   | NEWTON                                            | Middlesex                                   |                                                         |
| Upper Plains                                  | Hingham                                           | Plymouth                                    |                                                         |
| Vallerville                                   | Plymouth                                          | Plymouth                                    |                                                         |
| Valley Falls                                  | Worcester                                         | Worcester                                   |                                                         |
| Van Deusenville                               | Great Barrington                                  | Berkshire                                   |                                                         |
| Vaughn’s Hill                                 | Bolton                                            | Worcester                                   |                                                         |
| Vesper Country Club                           | Tyngsborough                                      | Middlesex                                   | former RR station                                       |
| Vineyard Grove                                | Edgartown                                         | Dukes                                       |                                                         |
| Vose                                          | Groton                                            | Middlesex                                   |                                                         |
| Wachogue                                      | SPRINGFIELD                                       | Hampden                                     |                                                         |
| Wachusett                                     | FITCHBURG                                         | Worcester                                   |                                                         |
| Wachusett Station                             | FITCHBURG                                         | Worcester                                   |                                                         |
| Wachusett Village                             | Westminster                                       | Worcester                                   |                                                         |
| Wadsworth                                     | FRANKLIN                                          | Norfolk                                     |                                                         |
| Waite's Corner                                | FITCHBURG                                         | Worcester                                   |                                                         |
| Wakeby                                        | Sandwich                                          | Barnstable                                  |                                                         |
| Walker                                        | TAUNTON                                           | Bristol                                     |                                                         |
| Walkerville                                   | Natick                                            | Middlesex                                   |                                                         |
| Wallace Hill                                  | Townsend                                          | Middlesex                                   |                                                         |
| Wallum Pond                                   | Douglas                                           | Worcester                                   |                                                         |
| Walnut Bottom                                 | BROCKTON                                          | Plymouth                                    |                                                         |
| Walnut Hill                                   | WOBURN                                            | Middlesex                                   |                                                         |
| Wamesit                                       | Tewksbury                                         | Middlesex                                   |                                                         |
| Wampum Station                                | Wrentham                                          | Norfolk                                     |                                                         |
| Wandville                                     | Ashfield                                          | Franklin                                    |                                                         |
| Wapping                                       | Deerfield                                         | Franklin                                    |                                                         |
| Wapping Road Village                          | Kingston                                          | Plymouth                                    |                                                         |
| Waquoit                                       | Falmouth                                          | Barnstable                                  |                                                         |
| Ward Hill                                     | Haverhill                                         | Essex                                       | P.O. & locality                                         |
| Wardville                                     | Ashfield                                          | Franklin                                    |                                                         |
| Wares                                         | Plymouth                                          | Plymouth                                    |                                                         |
| Washacum                                      | Sterling                                          | Worcester                                   | former station                                          |
| Washington                                    | Belchertown                                       | Hampshire                                   |                                                         |
| Washington Park                               | EVERETT                                           | Middlesex                                   |                                                         |
| Washington Square                             | Brookline                                         | Norfolk                                     |                                                         |
| Washington Square                             | WORCESTER                                         | Worcester P.O.                              |                                                         |
| Washington Street                             | Whitman                                           | Plymouth                                    | former RR station                                       |
| Washington Village                            | BOSTON                                            | Suffolk                                     | in South Boston                                         |
| Waterford                                     | Blackstone                                        | Worcester                                   |                                                         |
| Waters River                                  | Danvers                                           | Essex                                       |                                                         |
| Waterville                                    | Middleborough                                     | Plymouth                                    |                                                         |
| Waterville                                    | Winchendon                                        | Worcester                                   |                                                         |
| Watson                                        | Ashfield                                          | Franklin                                    |                                                         |
| Wattoquotoc                                   | Bolton                                            | Worcester                                   |                                                         |
| Watuppa                                       | FALL RIVER                                        | Bristol                                     |                                                         |
| Wauwinet                                      | Nantucket                                         | Nantucket                                   |                                                         |
| Waveland                                      | Hull                                              | Plymouth                                    |                                                         |
| Waverley                                      | Belmont                                           | Middlesex                                   |                                                         |
| Wayside Inn Station                           | Wayland                                           | Middlesex                                   |                                                         |
| Webster Junction                              | Auburn                                            | Worcester                                   | a.k.a. Oxford Heights                                   |
| Webster Mills                                 | Webster                                           | Worcester                                   | former station                                          |
| Wedgemere                                     | Winchester                                        | Middlesex                                   |                                                         |
| Weepeckets                                    | Gosnold                                           | Dukes                                       |                                                         |
| Weir                                          | TAUNTON                                           | Bristol                                     |                                                         |
| Weir River                                    | Hull                                              | Plymouth                                    | former RR station                                       |
| Weir Village                                  | TAUNTON                                           | Bristol                                     |                                                         |
| Weir Village                                  | Yarmouth                                          | Barnstable                                  |                                                         |
| Weld Street Station                           | NEW BEDFORD                                       | Bristol                                     |                                                         |
| Wellesley Farms                               | Wellesley                                         | Norfolk                                     | area and RR Station                                     |
| Wellesley Hills                               | Wellesley                                         | Norfolk                                     | area and RR Station                                     |
| Wellesley Square                              | Wellesley                                         | Norfolk                                     | area and RR Station                                     |
| Wellingsly                                    | Plymouth                                          | Plymouth                                    |                                                         |
| Wellington                                    | MEDFORD                                           | Middlesex                                   |                                                         |
| Wellington Hill                               | BOSTON                                            | Suffolk                                     |                                                         |
| Wenammet Neck                                 | Bourne                                            | Barnstable                                  | a.k.a. Wing's Neck                                      |
| Wendell Station                               | Wendell                                           | Franklin                                    |                                                         |
| Wenham                                        | Carver                                            | Plymouth                                    |                                                         |
| Wessagusett                                   | WEYMOUTH                                          | Norfolk                                     |                                                         |
| Wessonville                                   | Westborough                                       | Worcester                                   | Lyman School section                                    |
| West Abington                                 | Abington                                          | Plymouth                                    |                                                         |
| West Acton                                    | Acton                                             | Middlesex                                   |                                                         |
| West Alford                                   | Alford                                            | Berkshire                                   |                                                         |
| West Andover                                  | Andover                                           | Essex                                       |                                                         |
| West Auburn                                   | Auburn                                            | Worcester                                   |                                                         |
| West Barre                                    | Barre                                             | Worcester                                   |                                                         |
| West Beach                                    | BEVERLY                                           | Essex                                       |                                                         |
| West Becket                                   | Becket                                            | Berkshire                                   |                                                         |
| West Bedford                                  | Bedford                                           | Middlesex                                   |                                                         |
| West Berlin                                   | Berlin                                            | Worcester                                   |                                                         |
| West Billerica                                | Billerica                                         | Middlesex                                   |                                                         |
| West Boxford                                  | Boxford                                           | Essex                                       |                                                         |
| West Brimfield                                | Brimfield                                         | Hampden                                     |                                                         |
| West Brook                                    | Hatfield                                          | Hampshire                                   |                                                         |
| West Brook Village                            | NEWTON                                            | Middlesex                                   |                                                         |
| West Cambridge                                | CAMBRIDGE                                         | Middlesex                                   |                                                         |
| West Chatham                                  | Chatham                                           | Barnstable                                  |                                                         |
| West Chelmsford                               | Chelmsford                                        | Middlesex                                   |                                                         |
| West Chesterfield                             | Chesterfield                                      | Hampshire                                   | P.O. & locality                                         |
| West Chop                                     | Tisbury                                           | Dukes                                       |                                                         |
| West Concord                                  | Concord                                           | Middlesex                                   |                                                         |
| West Corners                                  | Randolph                                          | Norfolk                                     |                                                         |
| West Crook                                    | East Bridgewater                                  | Plymouth                                    |                                                         |
| West Cummington                               | Cummington                                        | Hampshire                                   |                                                         |
| West Dedham                                   | Dedham                                            | Norfolk                                     |                                                         |
| West Deerfield                                | Deerfield                                         | Franklin                                    |                                                         |
| West Dighton                                  | Dighton                                           | Bristol                                     |                                                         |
| West Douglas                                  | Douglas                                           | Worcester                                   |                                                         |
| West Dudley                                   | Dudley                                            | Worcester                                   |                                                         |
| West Duxbury                                  | Duxbury                                           | Plymouth                                    |                                                         |
| West Egremont                                 | Egremont                                          | Berkshire                                   |                                                         |
| West End                                      | Bolton                                            | Worcester                                   |                                                         |
| West End                                      | BOSTON                                            | Suffolk                                     |                                                         |
| West End                                      | Provincetown                                      | Barnstable                                  |                                                         |
| West Everett                                  | EVERETT                                           | Middlesex                                   |                                                         |
| West Farms                                    | BEVERLY                                           | Essex                                       |                                                         |
| West Farms                                    | NORTHAMPTON                                       | Hampshire                                   |                                                         |
| West Farms                                    | WESTFIELD                                         | Hampden                                     |                                                         |
| West Fitchburg                                | FITCHBURG                                         | Worcester                                   |                                                         |
| West Foxborough                               | Foxborough                                        | Norfolk                                     |                                                         |
| West Gardner                                  | GARDNER                                           | Worcester                                   |                                                         |
| West Hamilton                                 | Hanover                                           | Plymouth                                    |                                                         |
| West Hill                                     | Belchertown                                       | Hampshire                                   |                                                         |
| West Hyannis                                  | BARNSTABLE                                        | Barnstable                                  |                                                         |
| West Mountain                                 | Bernardston                                       | Franklin                                    |                                                         |
| West Mountain                                 | Cheshire                                          | Berkshire                                   |                                                         |
| West Parish                                   | Granby                                            | Hampshire                                   |                                                         |
| West Parish                                   | Haverhill                                         | Essex                                       |                                                         |
| West Parish                                   | NEWTON                                            | Middlesex                                   |                                                         |
| West Parish                                   | WESTFIELD                                         | Hampden                                     |                                                         |
| West Park                                     | BEVERLY                                           | Essex                                       |                                                         |
| West Scituate                                 | Norwell                                           | Plymouth                                    |                                                         |
| West Somerville                               | SOMERVILLE                                        | Middlesex                                   |                                                         |
| West Street Station                           | EVERETT                                           | Middlesex                                   |                                                         |
| West Tatnuck                                  | WORCESTER                                         | Worcester                                   |                                                         |
| West Village                                  | North Reading                                     | Middlesex                                   |                                                         |
| Westdale                                      | East Bridgewater                                  | Plymouth                                    |                                                         |
| Westdale                                      | West Bridgewater                                  | Plymouth                                    |                                                         |
| Westlake                                      | East Bridgewater                                  | Plymouth                                    |                                                         |
| Westlands                                     | Chelmsford                                        | Middlesex                                   |                                                         |
| Westlands                                     | Saugus                                            | Essex                                       |                                                         |
| Westover Air Base (USAF)                      | CHICOPEE                                          | Hampden                                     |                                                         |
| Westport Factory                              | Dartmouth                                         | Bristol                                     |                                                         |
| Westport Mills                                | Dartmouth                                         | Bristol                                     |                                                         |
| Westside                                      | WEST SPRINGFIELD                                  | Hampden                                     |                                                         |
| Westvale                                      | Concord                                           | Middlesex                                   |                                                         |
| Westville                                     | Sturbridge                                        | Worcester                                   |                                                         |
| Westville                                     | TAUNTON                                           | Bristol                                     |                                                         |
| Westwood Hills                                | WORCESTER                                         | Worcester                                   |                                                         |
| Weymouth Landing                              | WEYMOUTH and part of BRAINTREE                    | Norfolk                                     |                                                         |
| Whalom                                        | Lunenburg                                         | Worcester                                   |                                                         |
| Wheeler Park                                  | BROCKTON                                          | Plymouth                                    |                                                         |
| Wheeler Village                               | Millbury                                          | Worcester                                   |                                                         |
| Wheeler’s Hill                                | Berlin                                            | Worcester                                   |                                                         |
| Wheelerville                                  | Orange                                            | Franklin                                    |                                                         |
| Wheelockville                                 | Blackstone                                        | Worcester                                   |                                                         |
| Wheelockville                                 | Uxbridge                                          | Worcester                                   |                                                         |
| Wheelwright                                   | Hardwick                                          | Worcester                                   | P.O. a.k.a. Hardwick Depot                              |
| Whipples Station                              | Palmer                                            | Hampden                                     |                                                         |
| White City                                    | BOSTON                                            | Suffolk                                     | in Jamaica Plain                                        |
| White City                                    | Hopedale                                          | Worcester                                   |                                                         |
| White City                                    | Shrewsbury                                        | Worcester                                   |                                                         |
| White Hall                                    | Rutland                                           | Worcester                                   |                                                         |
| White Horse Beach                             | Plymouth                                          | Plymouth                                    | P.O.                                                    |
| White Oaks                                    | Williamstown                                      | Berkshire                                   |                                                         |
| White Valley                                  | Barre                                             | Worcester                                   | formerly Smithville                                     |
| Whitehead                                     | Hull                                              | Plymouth                                    |                                                         |
| Whiteville                                    | Mansfield                                         | Bristol                                     |                                                         |
| Whitins Station                               | Northbridge                                       | Worcester                                   |                                                         |
| Whitmanville                                  | Truro                                             | Barnstable                                  |                                                         |
| Whitmanville                                  | Westminster                                       | Worcester                                   |                                                         |
| Whitney                                       | Sherborn                                          | Middlesex                                   |                                                         |
| Whitney District                              | Washington                                        | Berkshire                                   |                                                         |
| Whittenton                                    | TAUNTON                                           | Bristol                                     |                                                         |
| Wianno                                        | BARNSTABLE                                        | Barnstable                                  |                                                         |
| Wickfield                                     | South Hadley                                      | Hampshire                                   |                                                         |
| Wigginville                                   | LOWELL                                            | Middlesex                                   |                                                         |
| Wilbur's Point                                | Fairhaven                                         | Bristol                                     |                                                         |
| Wilkinsonville                                | Sutton                                            | Worcester                                   | P.O. & locality                                         |
| Wilkinsville                                  | Hudson                                            | Middlesex                                   |                                                         |
| Williamsville                                 | West Stockbridge                                  | Berkshire                                   |                                                         |
| Willimansett                                  | CHICOPEE                                          | Hampden                                     | P.O. & locality                                         |
| Willis Place                                  | Colrain                                           | Franklin                                    |                                                         |
| Williston Mills                               | EASTHAMPTON                                       | Hampshire                                   |                                                         |
| Willowdale                                    | Ipswich                                           | Essex                                       |                                                         |
| Willows                                       | Ayer                                              | Middlesex                                   | former RR station                                       |
| Wilson Hill                                   | Colrain                                           | Franklin                                    |                                                         |
| Wilson's Mountain                             | Dedham                                            | Norfolk                                     |                                                         |
| Winchendon Springs                            | Winchendon                                        | Worcester                                   |                                                         |
| Winchester Park                               | BROCKTON                                          | Plymouth                                    |                                                         |
| Windmere                                      | Chatham                                           | Barnstable                                  |                                                         |
| Windmere                                      | Hull                                              | Plymouth                                    |                                                         |
| Windsor Park                                  | Boylston                                          | Worcester                                   |                                                         |
| Wing's Neck                                   | Bourne                                            | Barnstable                                  | a.k.a. Wenammet Neck                                    |
| Winheconnet                                   | Norton                                            | Bristol                                     |                                                         |
| Winlows Crossing                              | Hanover                                           | Plymouth                                    |                                                         |
| Winlows Station                               | Norwood                                           | Norfolk                                     |                                                         |
| Winnetuxet                                    | Plympton                                          | Plymouth                                    |                                                         |
| Winnmere                                      | Burlington                                        | Middlesex                                   |                                                         |
| Winter Hill                                   | SOMERVILLE                                        | Middlesex                                   |                                                         |
| Winter's Corner                               | BROCKTON                                          | Plymouth                                    |                                                         |
| Winterville                                   | NEW BEDFORD                                       | Bristol                                     |                                                         |
| Wintucket                                     | Edgartown                                         | Dukes                                       |                                                         |
| Wipples Station                               | Palmer                                            | Hampden                                     |                                                         |
| Wire Village                                  | Spencer                                           | Worcester                                   | a.k.a. Upper Wire Village                               |
| Wollaston Station                             | QUINCY                                            | Norfolk                                     | P.O. & locality                                         |
| Wood End                                      | Provincetown                                      | Barnstable                                  |                                                         |
| Wood Island                                   | BOSTON                                            | Suffolk                                     |                                                         |
| Wood Island Station                           | BOSTON                                            | Suffolk                                     | East Boston                                             |
| Wood's Hole                                   | Falmouth                                          | Barnstable                                  |                                                         |
| Woodbourne                                    | BOSTON                                            | Suffolk                                     | in Jamaica Plain                                        |
| Woodburys Station                             | Hamilton                                          | Essex                                       |                                                         |
| Woodland Station                              | NEWTON                                            | Middlesex                                   |                                                         |
| Woodlawn                                      | EVERETT                                           | Middlesex                                   |                                                         |
| Woodlawn                                      | South Hadley                                      | Hampshire                                   |                                                         |
| Woodruff Heights                              | Clinton                                           | Worcester                                   |                                                         |
| Woodside Mills                                | Northborough                                      | Worcester                                   |                                                         |
| Woodsville                                    | Shirley                                           | Middlesex                                   |                                                         |
| Woodville                                     | Hopkinton                                         | Middlesex                                   |                                                         |
| Woonsocket Junction                           | Blackstone                                        | Worcester                                   |                                                         |
| Worcester Heights                             | NEWBURYPORT                                       | Essex                                       |                                                         |
| World's End                                   | Hingham                                           | Plymouth                                    |                                                         |
| Woronoco                                      | Russell                                           | Hampden                                     |                                                         |
| Wykoff Park                                   | HOLYOKE                                           | Hampden                                     |                                                         |
| Wyoma                                         | LYNN                                              | Essex                                       |                                                         |
| Wyoming                                       | MELROSE                                           | Middlesex                                   |                                                         |
| Yarmouthport                                  | Yarmouth                                          | Barnstable                                  |                                                         |
| Yellow Town                                   | Wareham                                           | Plymouth                                    |                                                         |
| Yokum Pond                                    | Becket                                            | Berkshire                                   |                                                         |
| York                                          | Canton                                            | Norfolk                                     |                                                         |
| Zylonite                                      | Adams                                             | Berkshire                                   | formerly Howlands                                       |

## Vedeți și
- List of municipalities in Massachusetts
- Category:Census-designated places in Massachusetts

## Alte legături interne
- Categorie:Liste de orașe din Statele Unite după stat
- Categorie:Liste de târguri din Statele Unite după stat
- Categorie:Liste de districte civile din Statele Unite după stat
- Categorie:Liste de sate din Statele Unite după stat
- Categorie:Liste de comunități neîncorporate din Statele Unite după stat
- Categorie:Liste de localități dispărute din Statele Unite după stat
- Categorie:Liste de comunități desemnate pentru recensământ din Statele Unite după stat